# Étang des Landes (ZNIEFF)
Pour les articles homonymes, voir Étang des Landes.
L'étang des Landes est une zone naturelle d'intérêt écologique, faunistique et floristique (ZNIEFF) française du département de la Creuse, en région Nouvelle-Aquitaine. Cette zone est englobée dans le site Natura 2000 de l'étang des Landes et dans une ZNIEFF bien plus étendue, le bassin versant de l'étang des Landes.

## Situation
Dans le quart nord-est du département de la Creuse, le site « étang des Landes » s'étend sur 172,36 hectares, intégralement sur le territoire de la commune de Lussat.
La zone est située un kilomètre et demi à l'ouest-sud-ouest du bourg de Lussat, à 380 mètres d'altitude et inclut la réserve naturelle nationale de l'étang des Landes. Elle est située un kilomètre au nord et en aval de l'étang de la Bastide et de l'étang Tête de Bœuf. L'étang est desservi par la route départementale 55A6.

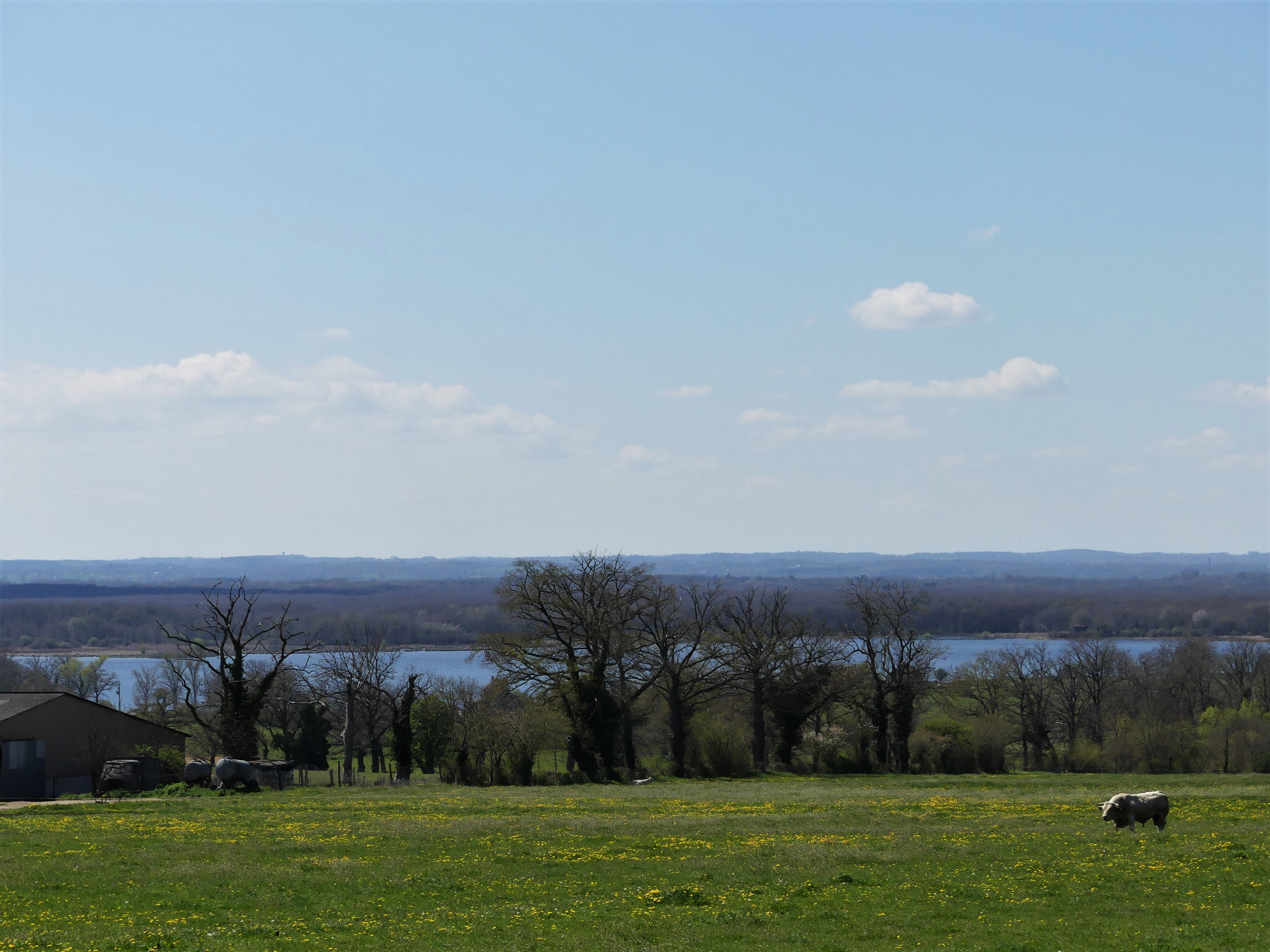
L'étang des Landes vu depuis le cimetière de Lussat.
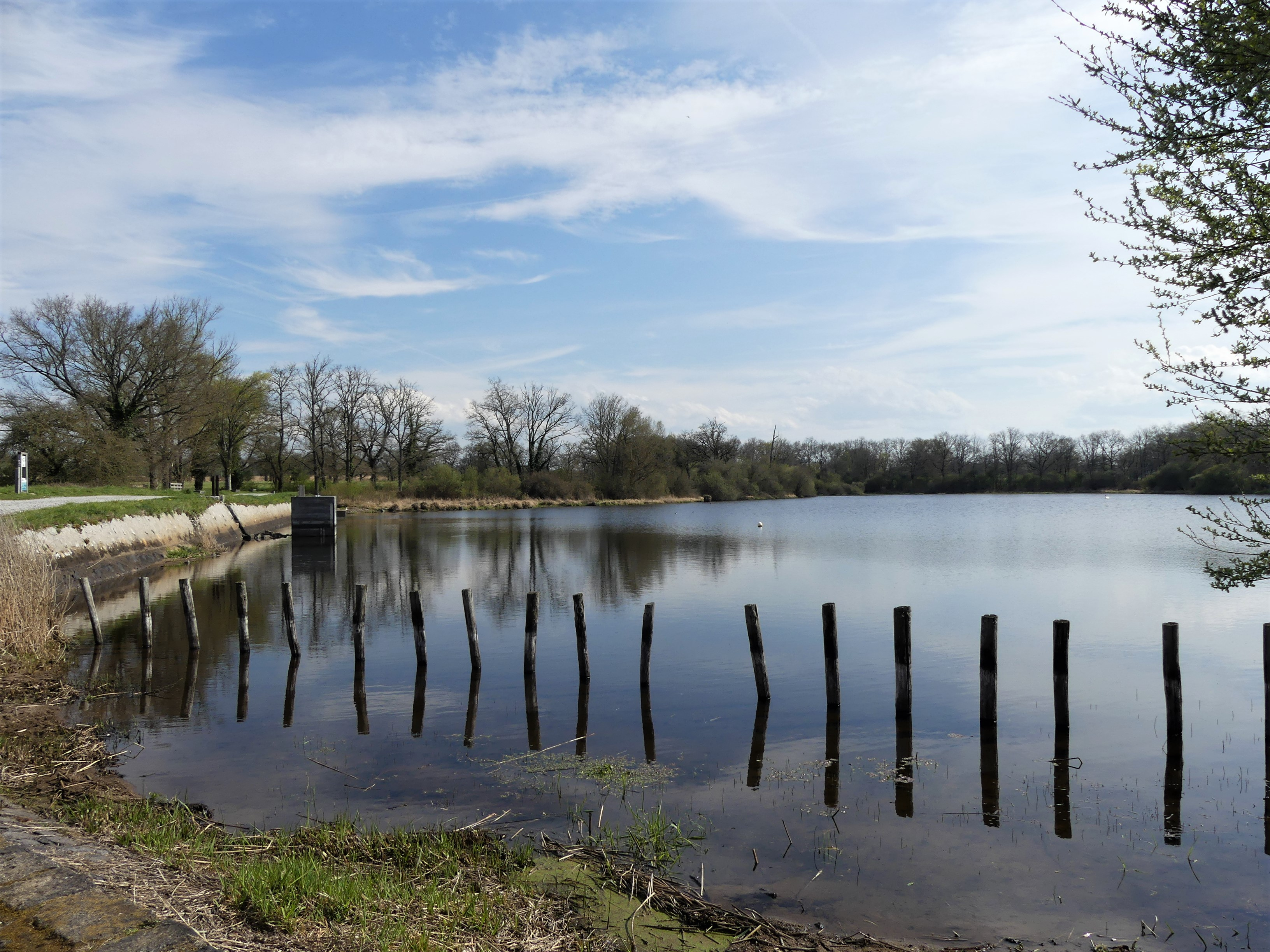
Sur la gauche, la digue orientale.

## Description
Le site « étang des Landes » est une zone naturelle d'intérêt écologique, faunistique et floristique (ZNIEFF) — un espace naturel inventorié en raison de son caractère remarquable — de type 1, c'est-à-dire qu'elle est de superficie réduite, avec des espaces homogènes d'un point de vue écologique et qu'elle abrite au moins une espèce et/ou un habitat rares ou menacés, d'intérêt aussi bien local que régional, national ou communautaire.
Cette ZNIEFF de type 1 est insérée entre deux autres : à l'ouest le « bois des Landes » et à l'est les « prairies et mares de la Voueize à Lussat ». L'étang est notamment alimenté par le ruisseau de l'Étang de la Bastide, et son émissaire est le ruisseau de l'Étang des Landes.
Avec le « bois des Landes » et deux autres ZNIEFF de type 1 proches (« étang de la Bastide » et « étang Tête de Bœuf »), elle est incluse dans la ZNIEFF de type 2 « bassin versant de l'étang des Landes ».
De plus, sur un même périmètre de 740 hectares, deux sites Natura 2000 intègrent l'étang des Landes : au titre de la directive Oiseaux, la zone de protection spéciale (ZPS) « Étang des Landes », et au titre de la directive Habitats la zone spéciale de conservation (ZSC) « Bassin de Gouzon ».
Des recensements ont été effectués sur la ZNIEFF aux niveaux faunistique et floristique, notamment de 1993 à 2012.

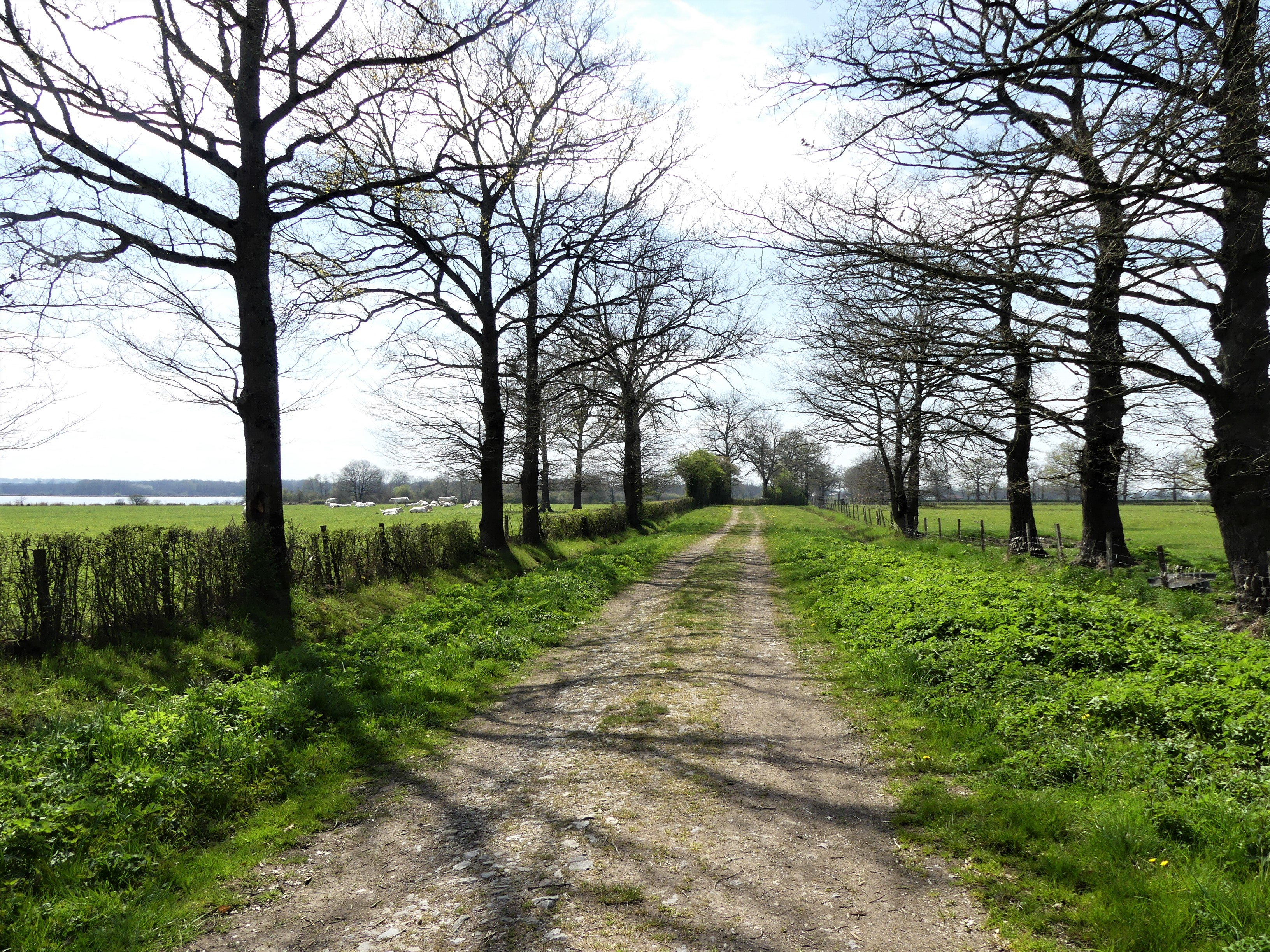
Le chemin des Brouilles au nord de l'étang.
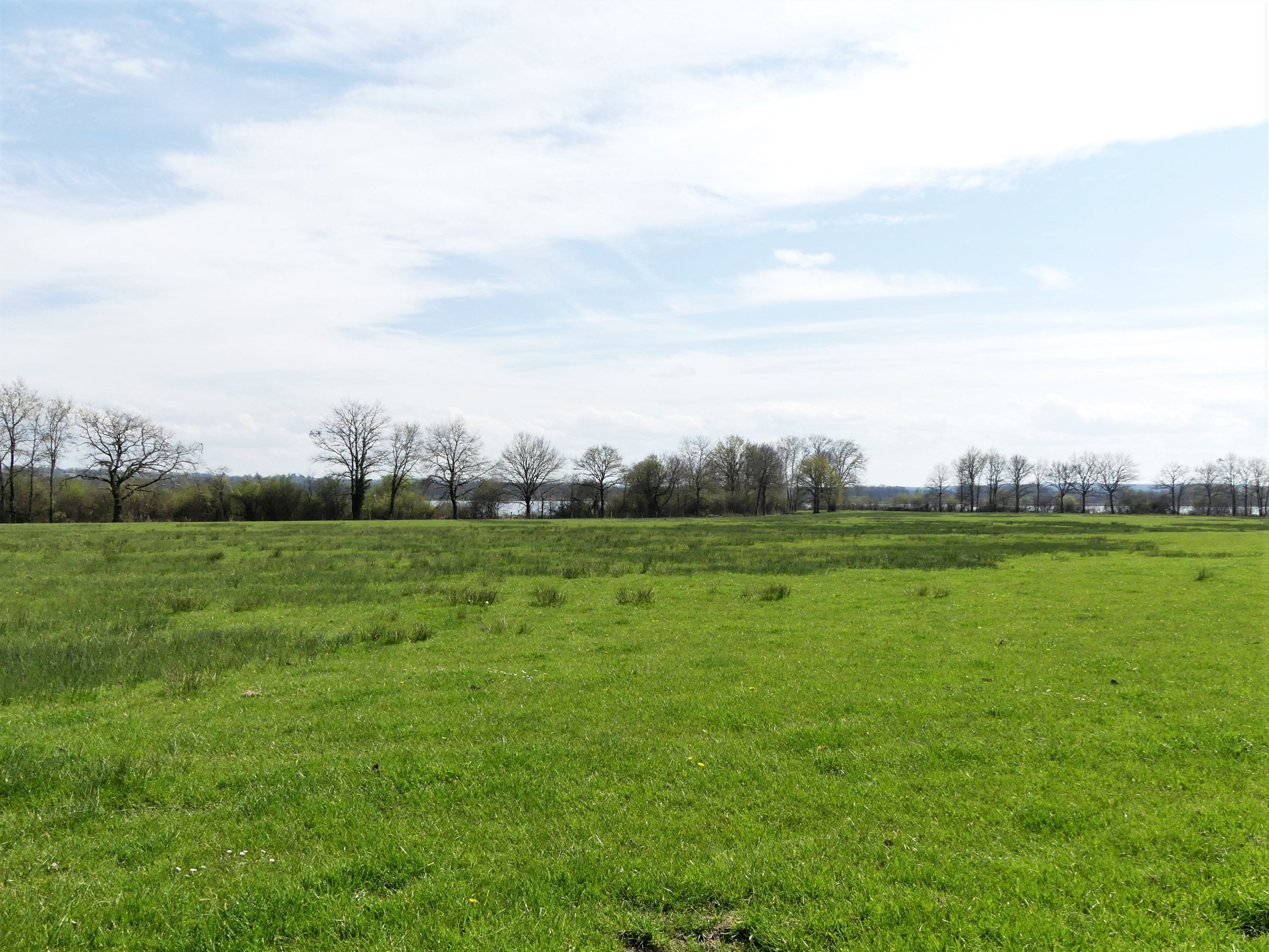
Zone humide le long du chemin des Brouilles.
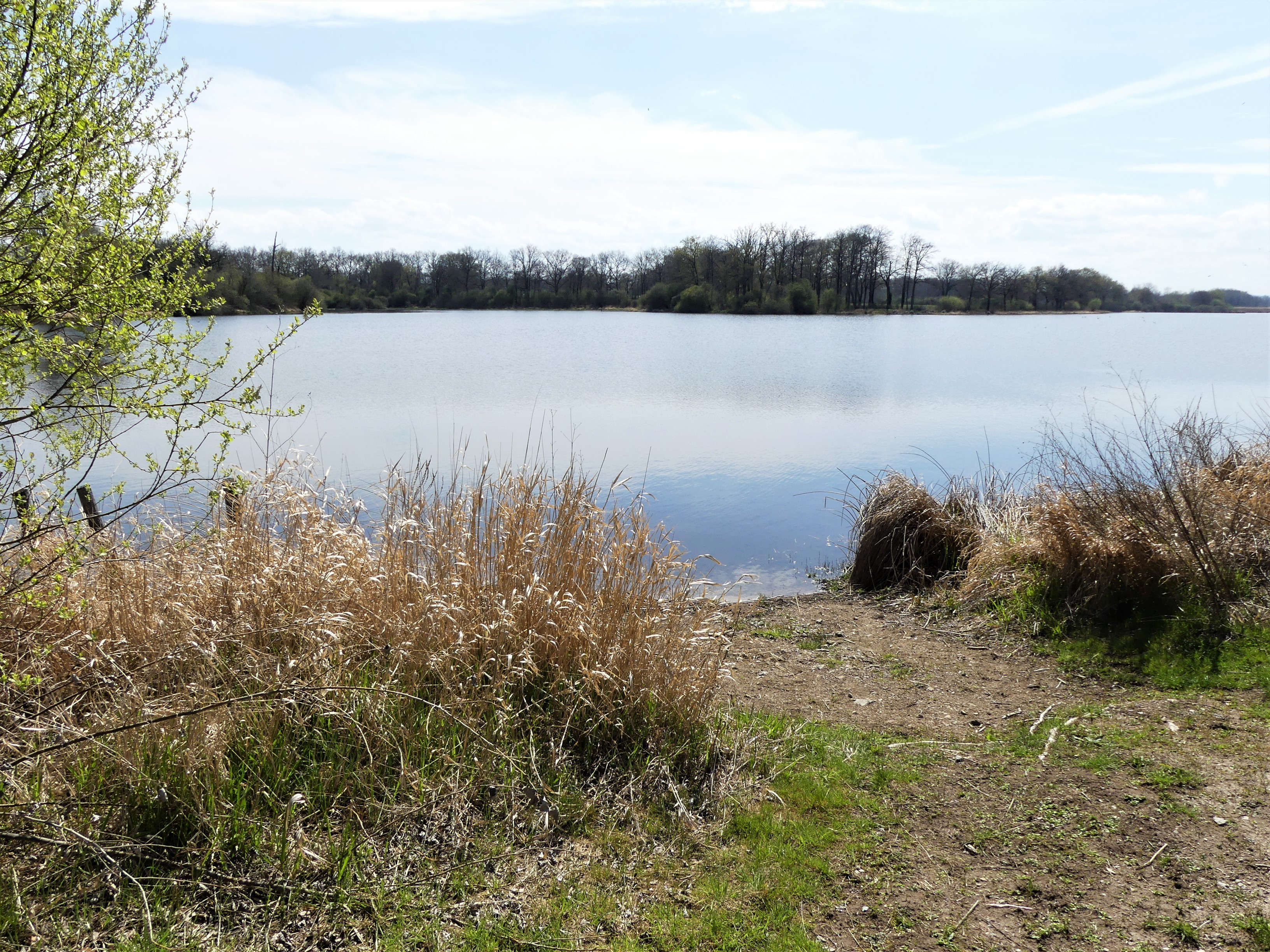
L'étang vu depuis le chemin des Canadis.
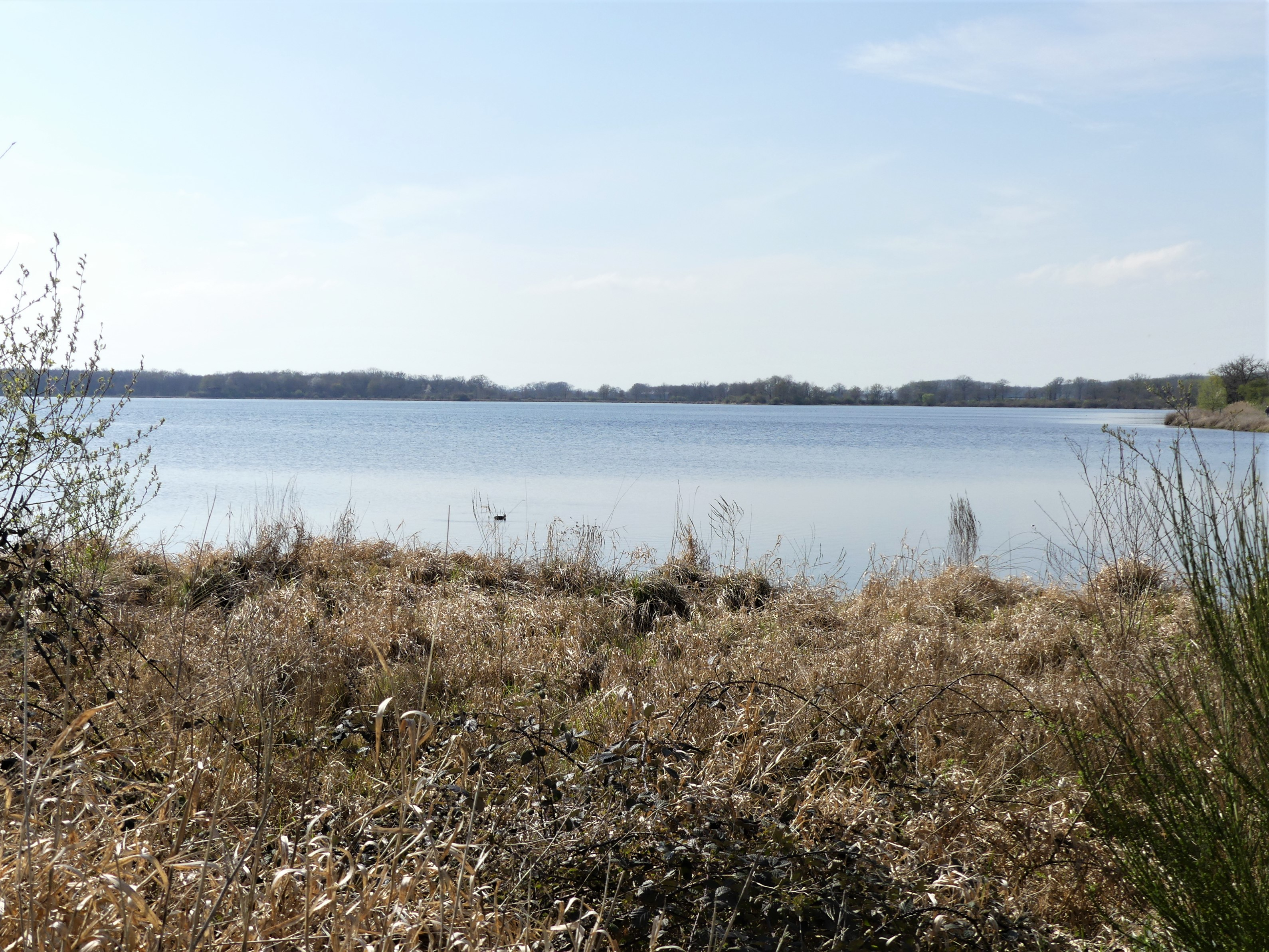
L'étang des Landes vu depuis le sud de la digue orientale.
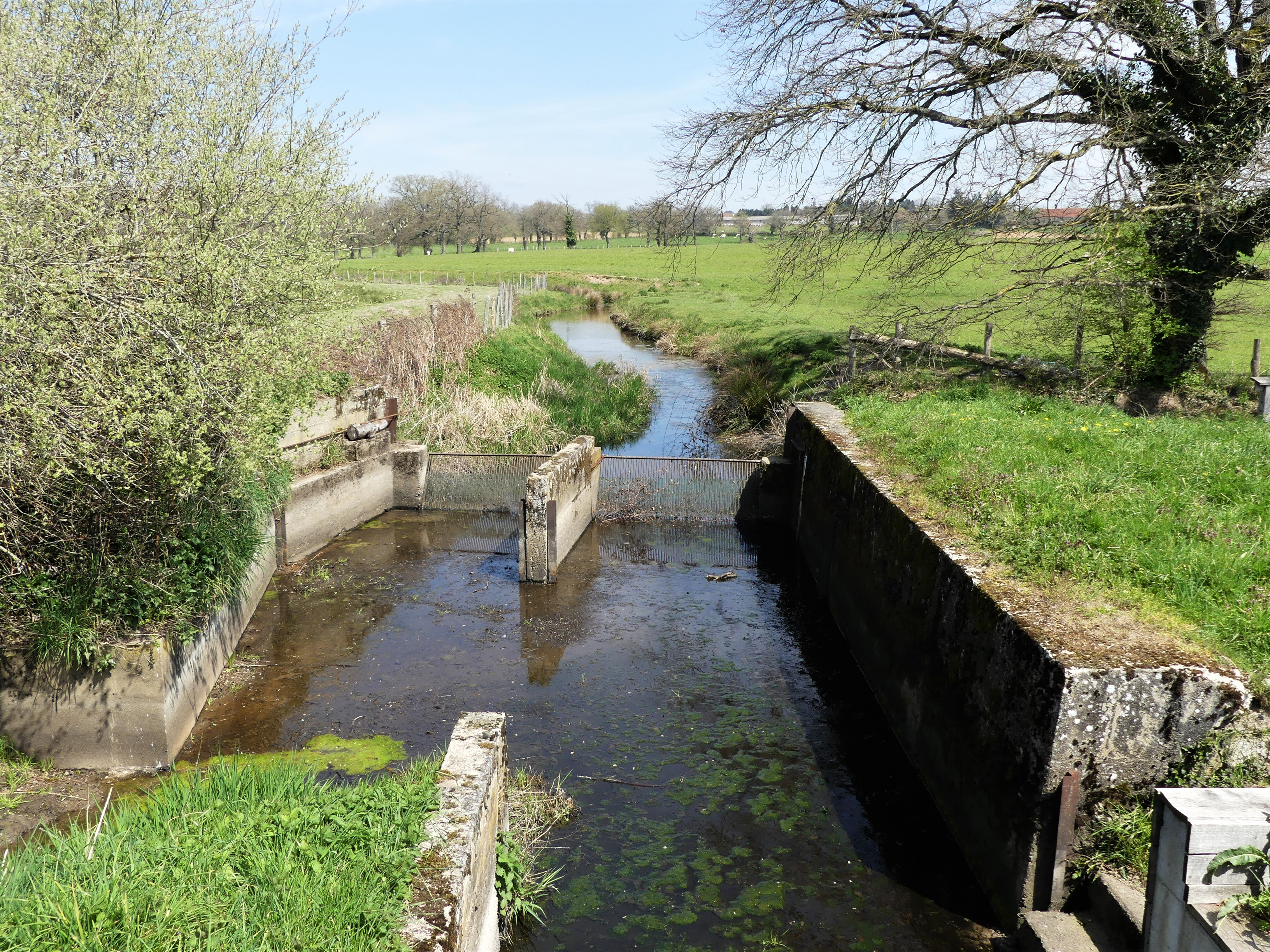
Le ruisseau des Landes, exutoire de l'étang.

## Habitats
Sept habitats déterminants sont présents sur le site :
- les bois marécageux d'Aulne, de Saule et de Myrte des marais ;
- les communautés amphibies ;
- les formations riveraines de Saules ;
- les prairies humides eutrophes ;
- les roselières ;
- les végétations aquatiques ;
- les voiles des cours d'eau.

Vingt-cinq autres habitats — non déterminants — en font également partie  :
- les bois marécageux d'Aulnes ;
- les bordures de haies ;
- les cariçaies à Carex elata ;
- les cariçaies à Carex vesicaria ;
- les chênaies acidiphiles ;
- les colonies d'Utriculaires ;
- les communautés à Reine des prés et communautés associées ;
- les communautés amphibies pérennes septentrionales ;
- les communautés de Prêles d'eau ;
- les eaux eutrophes ;
- les fourrés médio-européens sur sol fertile ;
- les jonchaies hautes ;
- les landes à Fougères ;
- les landes humides ;
- les landes médio-européennes à Cytisus scoparius ;
- les pâtures mésophiles ;
- les pelouses atlantiques à Nard raide et groupements apparentés ;
- les phragmitaies ;
- les prairies à Jonc acutiflore ;
- les prairies humides et mégaphorbiaies ;
- les saussaies marécageuses ;
- les tapis de Nénuphars ;
- les typhaies ;
- la végétation à Phalaris arundinacea ;
- les zones rudérales.

En périphérie de la ZNIEFF se trouvent des bocages, des chênaies-charmaies et des cultures.

Différents sites photographiés sur la réserve.
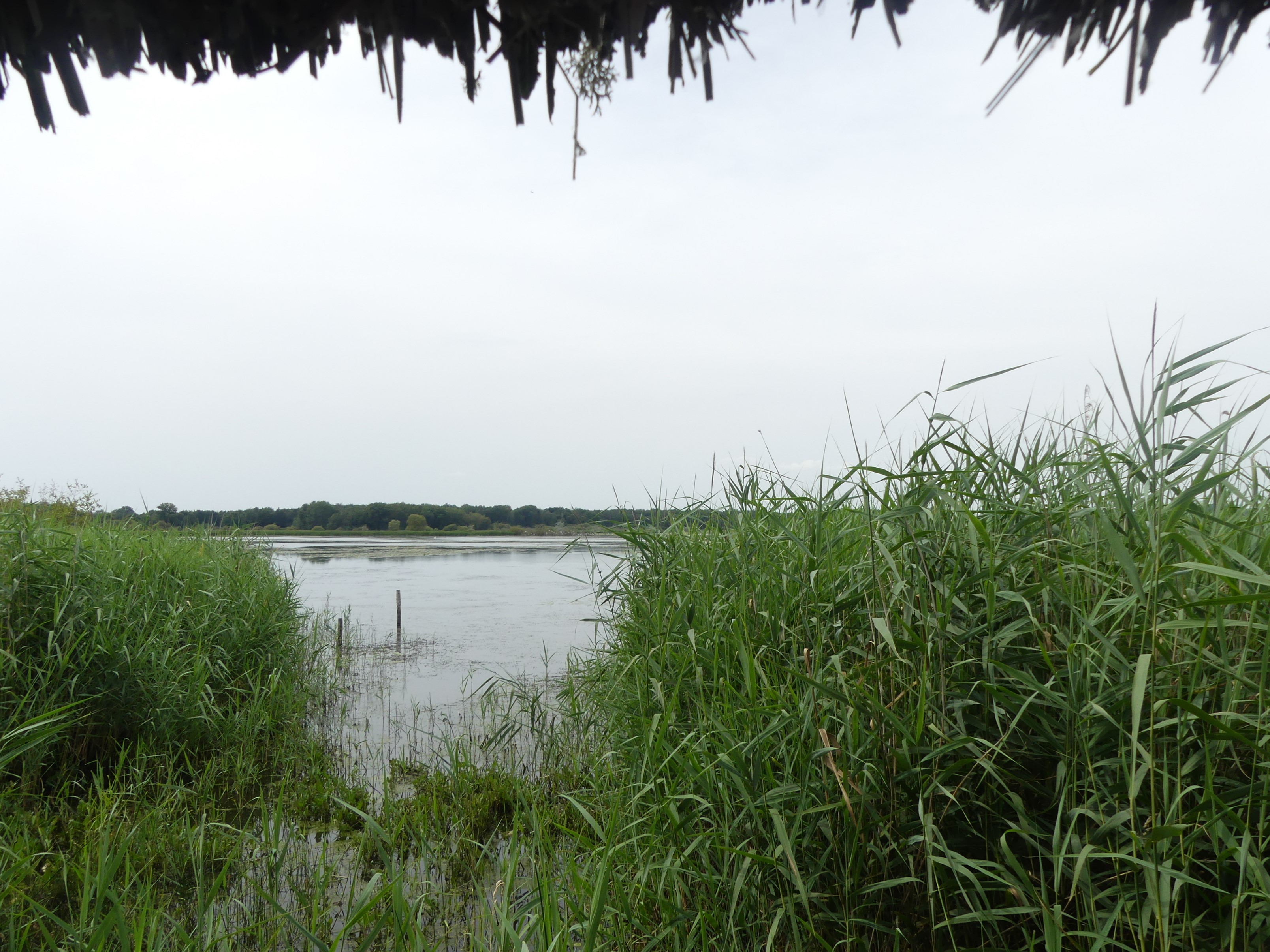
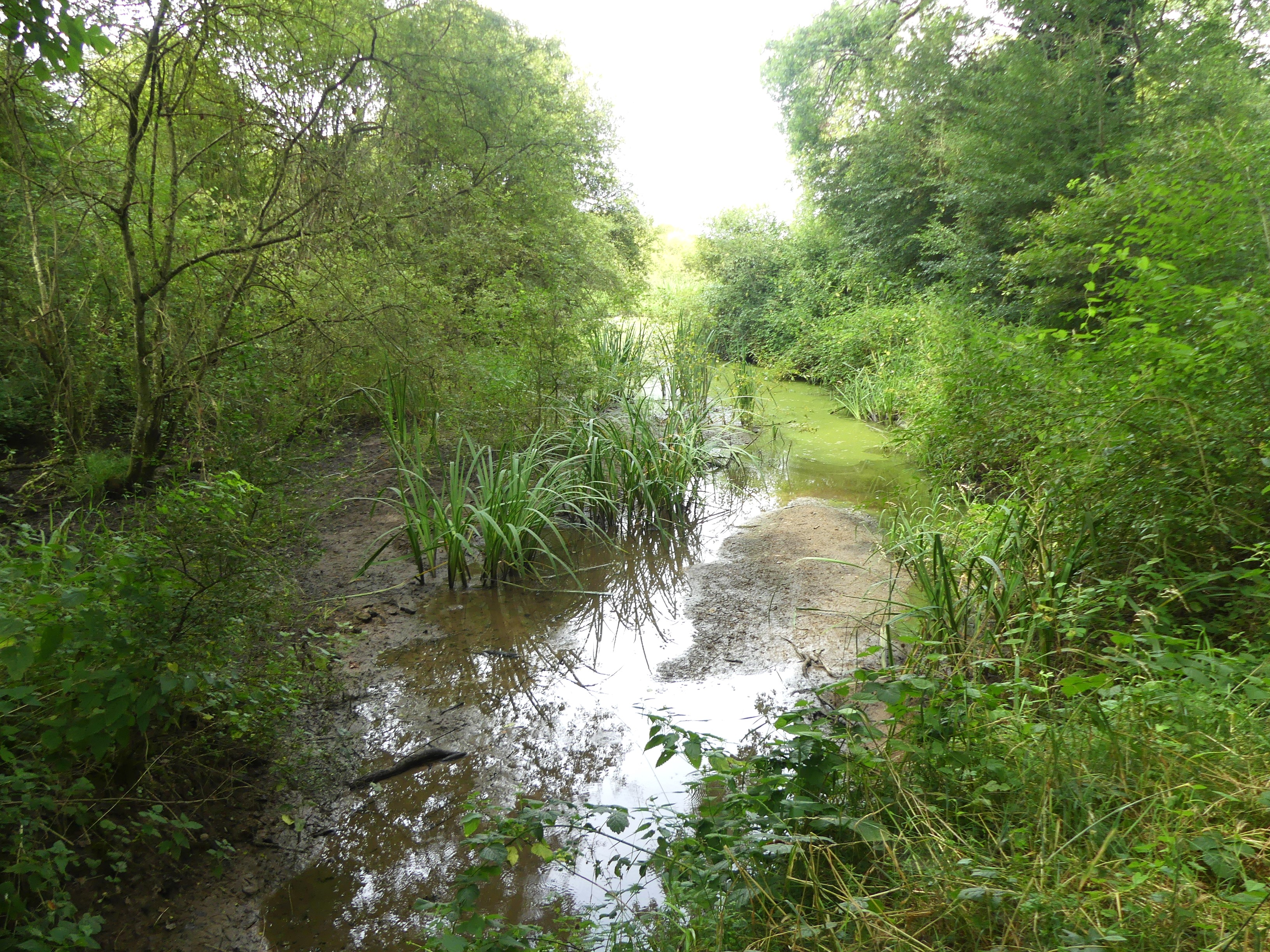
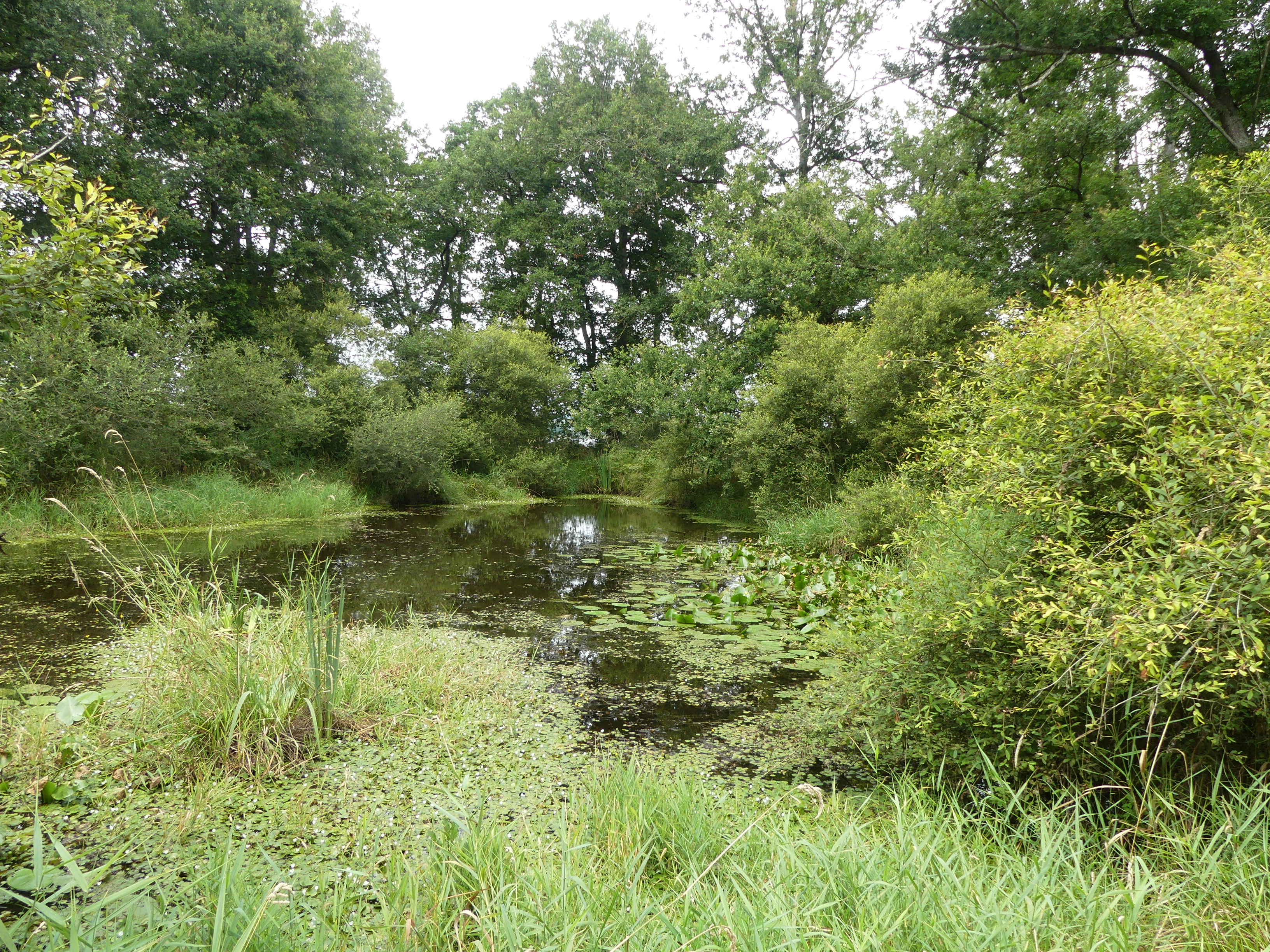
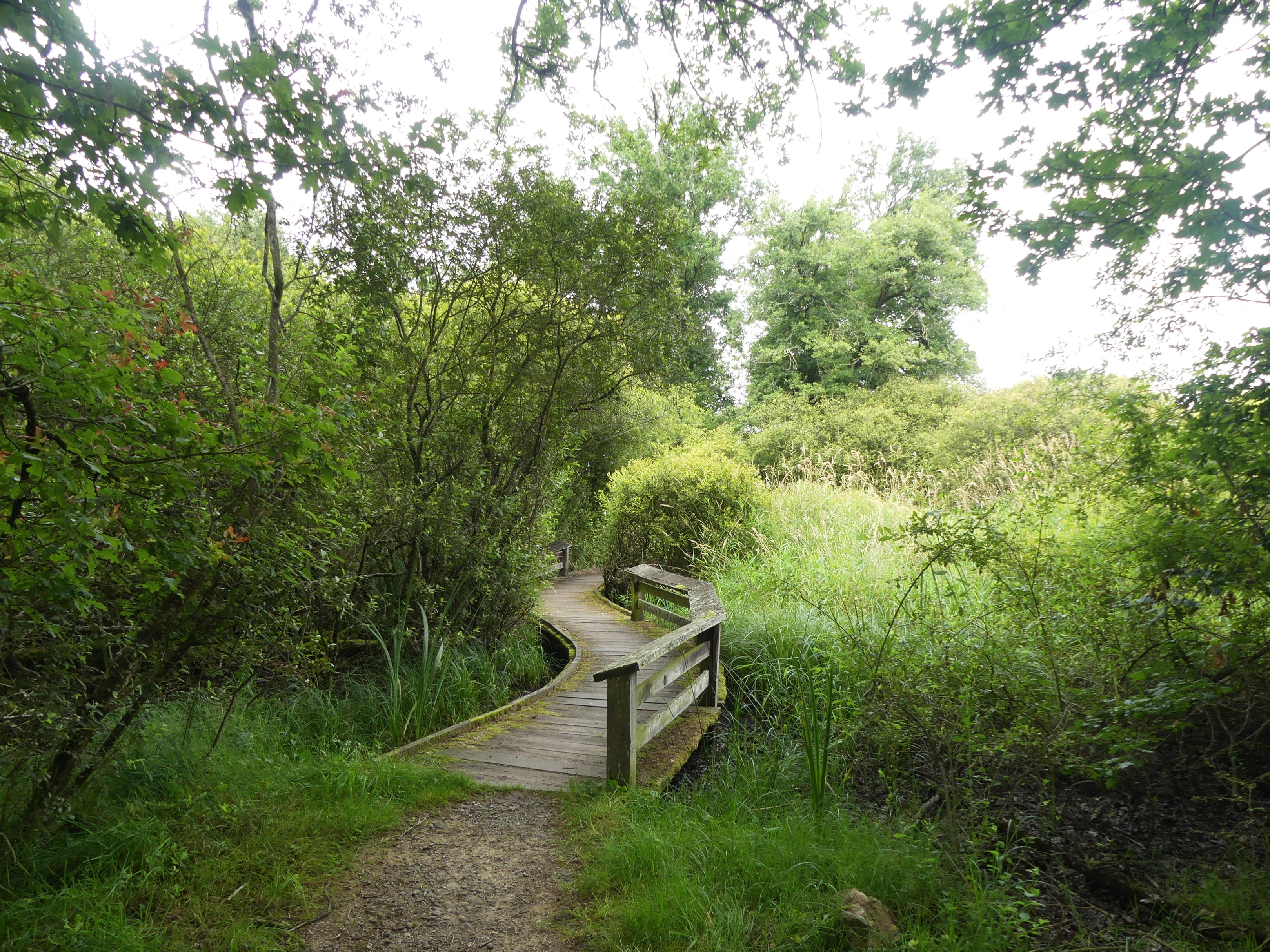
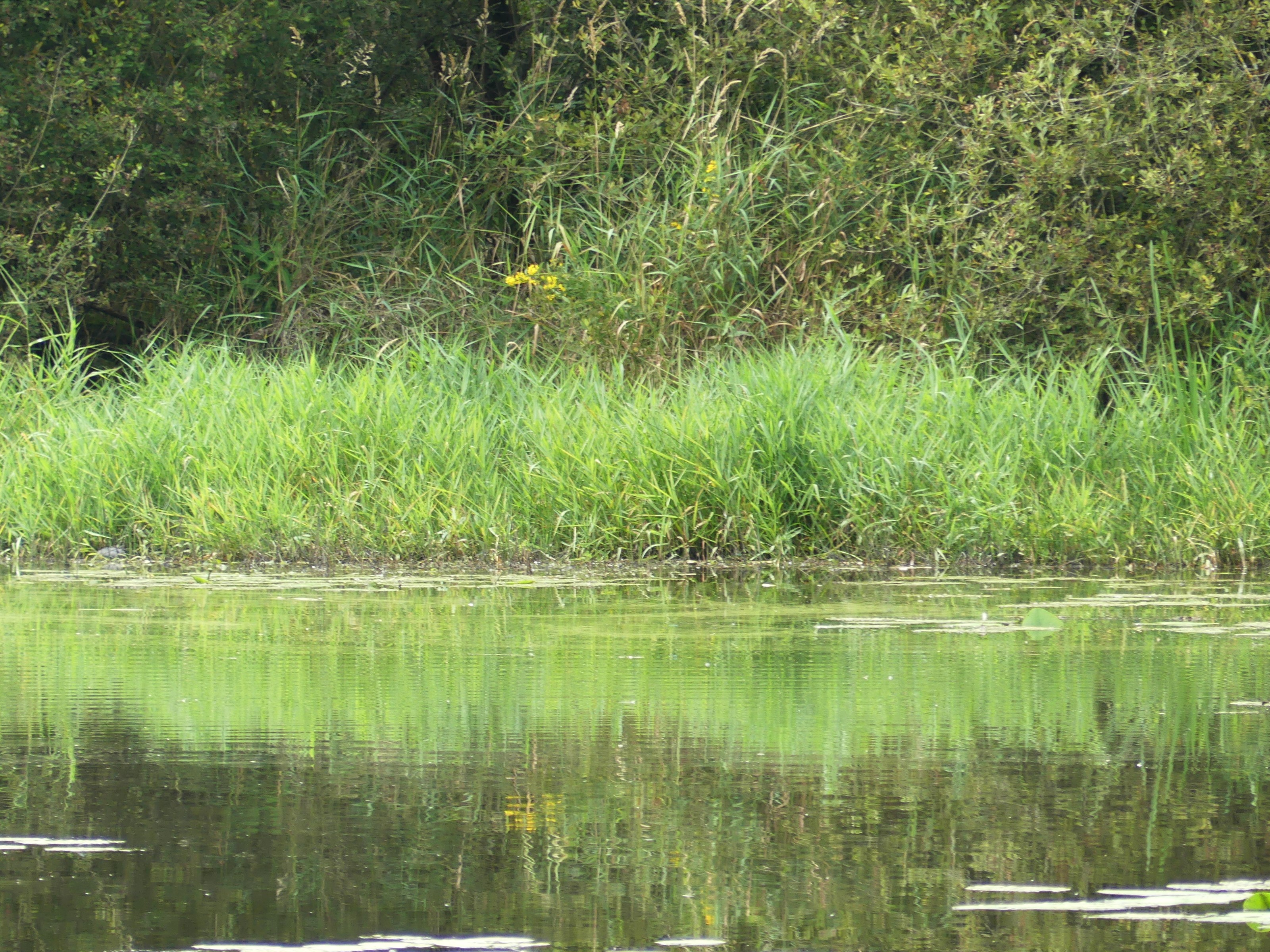
Roselière.

## Faune

### Espèces animales déterminantes
93 espèces déterminantes d'animaux ont été répertoriées sur cette ZNIEFF depuis les années 1990 :
- quatorze insectes :
  - un Coléoptère en 2011 : (Bembidion latiplaga (pl)),
  - douze Odonates de 1996 à 2011 : l'Æschne affine (Aeshna affinis ), l'Æschne printanière (Brachytron pratense ), l'Agrion à fer de lance (Coenagrion hastulatum), l'Anax napolitain (Anax parthenope), la Cordulie à deux taches (Epitheca bimaculata), la Cordulie métallique (Somatochlora metallica), le Leste des bois (Lestes dryas), le Leste sauvage (Lestes barbarus), le Leste verdoyant (Lestes virens), le Sympétrum commun (Sympetrum vulgatum), le Sympétrum jaune d'or (Sympetrum flaveolum) et le Sympétrum méridional (Sympetrum meridionale),
  - un orthoptère en 1996 : le Grillon des marais (de) (Pteronemobius heydenii) ;
- trois mammifères : le Campagnol amphibie (Arvicola sapidus), le Crossope aquatique (Neomys fodiens) et la Loutre d'Europe (Lutra lutra) ;

- 76 oiseaux de 1993 à 2012 : l'Aigle botté (Hieraaetus pennatus), l'Aigrette garzette (Egretta garzetta), l'Autour des palombes (Accipiter gentilis), le Balbuzard pêcheur (Pandion haliaetus), la Barge à queue noire (Limosa limosa), le Bécasseau minute (Calidris minuta), le Bécasseau variable (Calidris alpina), la Bécassine sourde (Lymnocryptes minimus), le Bec-croisé des sapins (Loxia curvirostra), la Bergeronnette printanière (Motacilla flava), le Bihoreau gris (Nycticorax nycticorax), le Blongios nain (Ixobrychus minutus), la Bondrée apivore (Pernis apivorus), la Bouscarle de Cetti (Cettia cetti), le Bruant des roseaux (Emberiza schoeniclus), le Bruant ortolan (Emberiza hortulana), le Bruant proyer (Emberiza calandra), le Busard cendré (Circus pygargus), le Busard des roseaux (Circus aeruginosus), le Busard Saint-Martin (Circus cyaneus), le Butor étoilé (Botaurus stellaris), le Canard chipeau (Mareca strepera), le Canard souchet (Spatula clypeata), le Chevalier aboyeur (Tringa nebularia), le Chevalier gambette (Tringa totanus), le Chevalier sylvain (Tringa glareola), le Circaète Jean-le-Blanc (Circaetus gallicus), la Cisticole des joncs (Cisticola juncidis), le Corbeau freux (Corvus frugilegus), le Crabier chevelu (Ardeola ralloides), l'Engoulevent d'Europe (Caprimulgus europaeus), le Faucon pèlerin (Falco peregrinus), le Fuligule milouin (Aythya ferina), le Fuligule milouinan (Aythya marila), le Fuligule morillon (Aythya fuligula), le Gorgebleue à miroir (Luscinia svecica), le Grand Corbeau (Corvus corax), la Grive litorne (Turdus pilaris), la Guifette noire (Chlidonias niger), le Harle bièvre (Mergus merganser), le Héron garde-bœufs (Bubulcus ibis), le Héron pourpré (Ardea purpurea), l'Hirondelle de rivage (Riparia riparia), la Locustelle luscinioïde (Locustella luscinioides), la Locustelle tachetée (Locustella naevia), la Marouette de Baillon (Porzana pusilla), la Marouette ponctuée (Porzana porzana), la Marouette poussin (Porzana parva), la Mésange boréale (Poecile montanus), le Milan royal (Milvus milvus), l'Œdicnème criard (Burhinus oedicnemus), l'Oie des moissons (Anser fabalis)), la Panure à moustaches (Panurus biarmicus), la Perdrix grise (Perdix perdix), le Petit Gravelot (Charadrius dubius), le Phragmite aquatique (Acrocephalus paludicola), le Phragmite des joncs (Acrocephalus schoenobaenus), le Pic mar (Dendrocoptes medius), le Pic noir (Dryocopus martius), la Pie-grièche grise (Lanius excubitor), le Pigeon colombin (Columba oenas), le Pipit farlouse (Anthus pratensis), le Pluvier argenté (Pluvialis squatarola), le Pluvier grand-gravelot (Charadrius hiaticula), le Râle d'eau (Rallus aquaticus), la Rousserolle effarvatte (Acrocephalus scirpaceus), la Rousserolle turdoïde (Acrocephalus arundinaceus), la Sarcelle d'été (Spatula querquedula), la Sarcelle d'hiver (Anas crecca), la Sterne naine (Sternula albifrons), la Sterne pierregarin (Sterna hirundo), le Tarier des prés (Saxicola rubetra), le Tarin des aulnes (Spinus spinus), le Torcol fourmilier (Jynx torquilla), le Traquet motteux (Oenanthe oenanthe) et le Vanneau huppé (Vanellus vanellus).

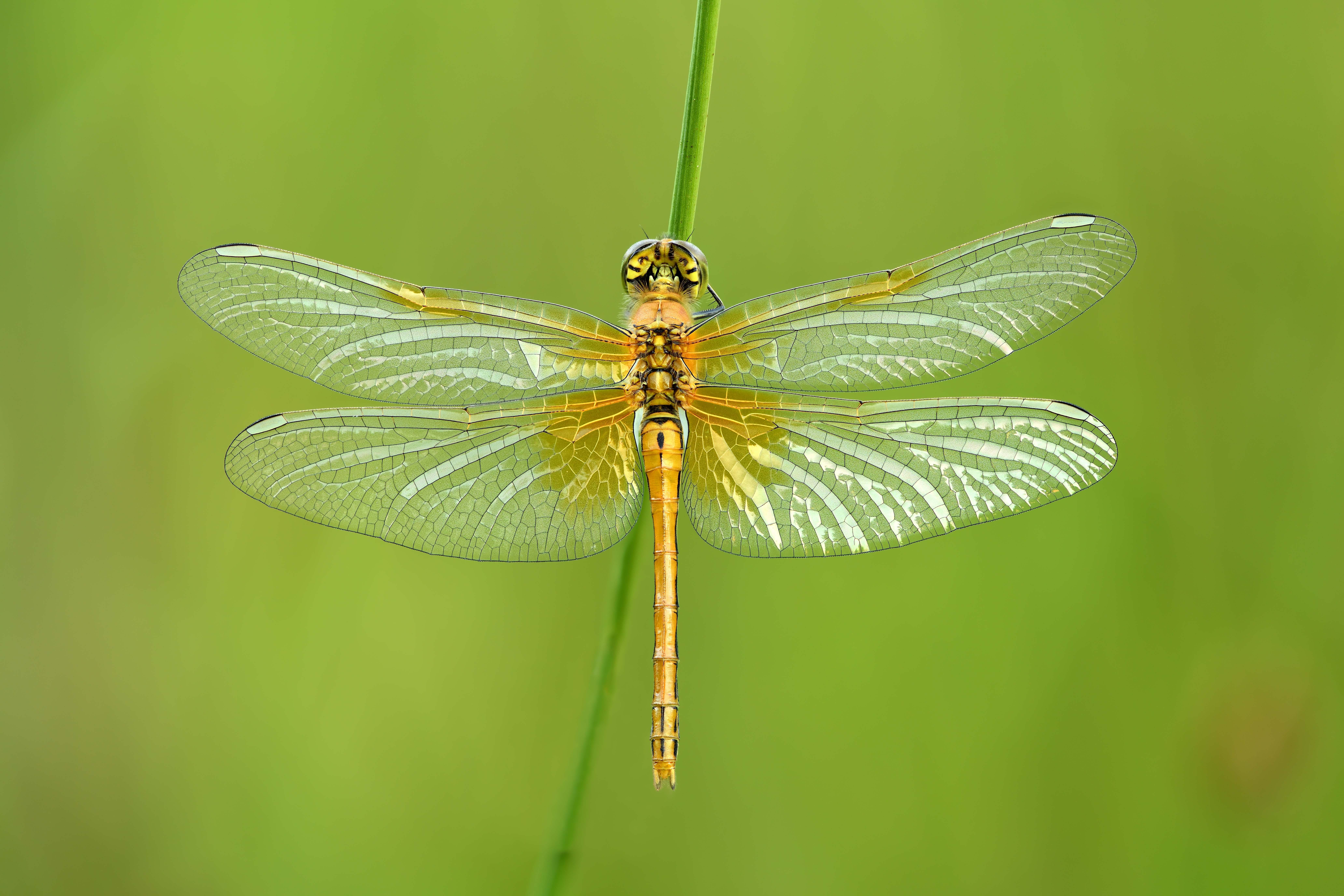
Sympétrum jaune d'or femelle.
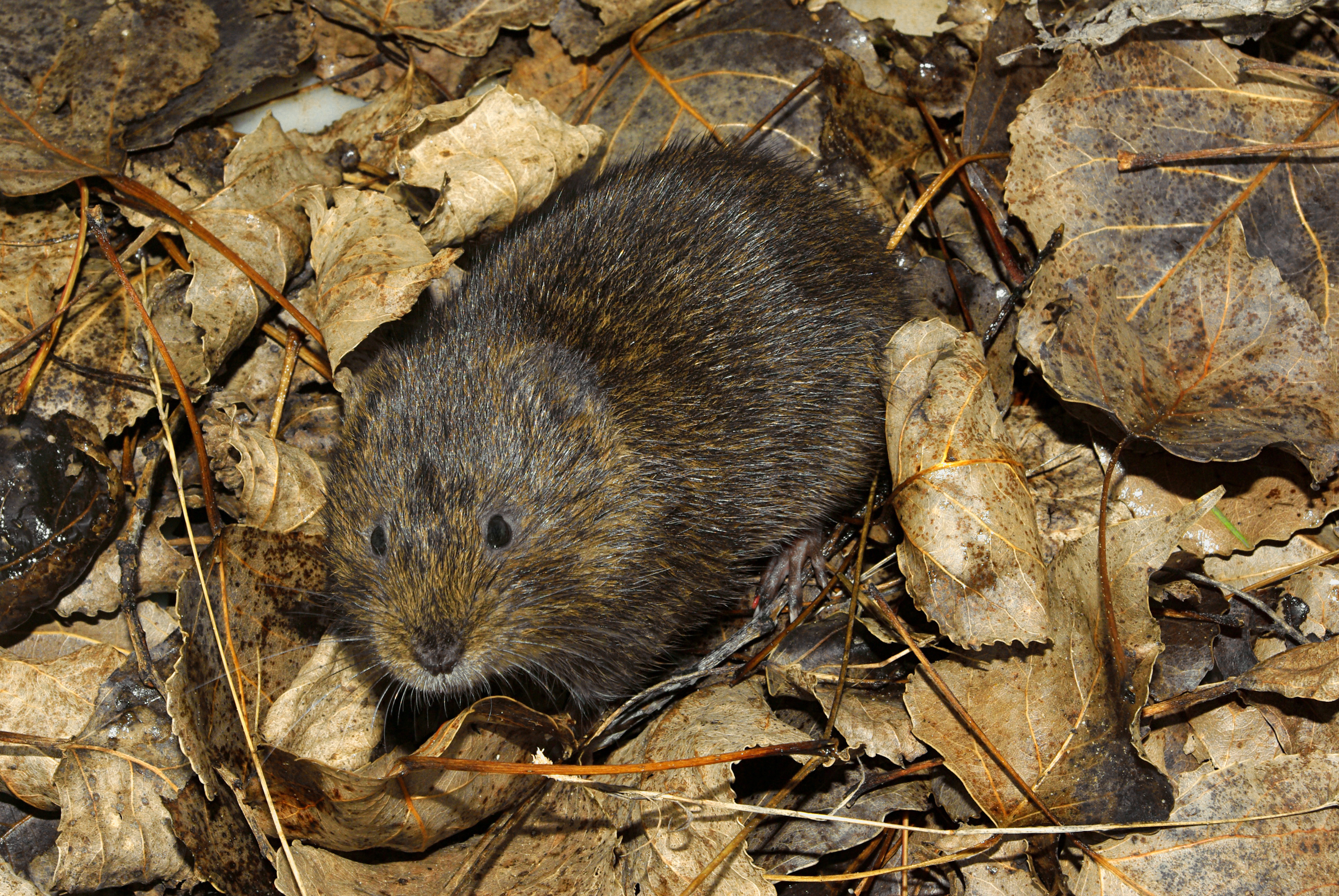
Campagnol amphibie.
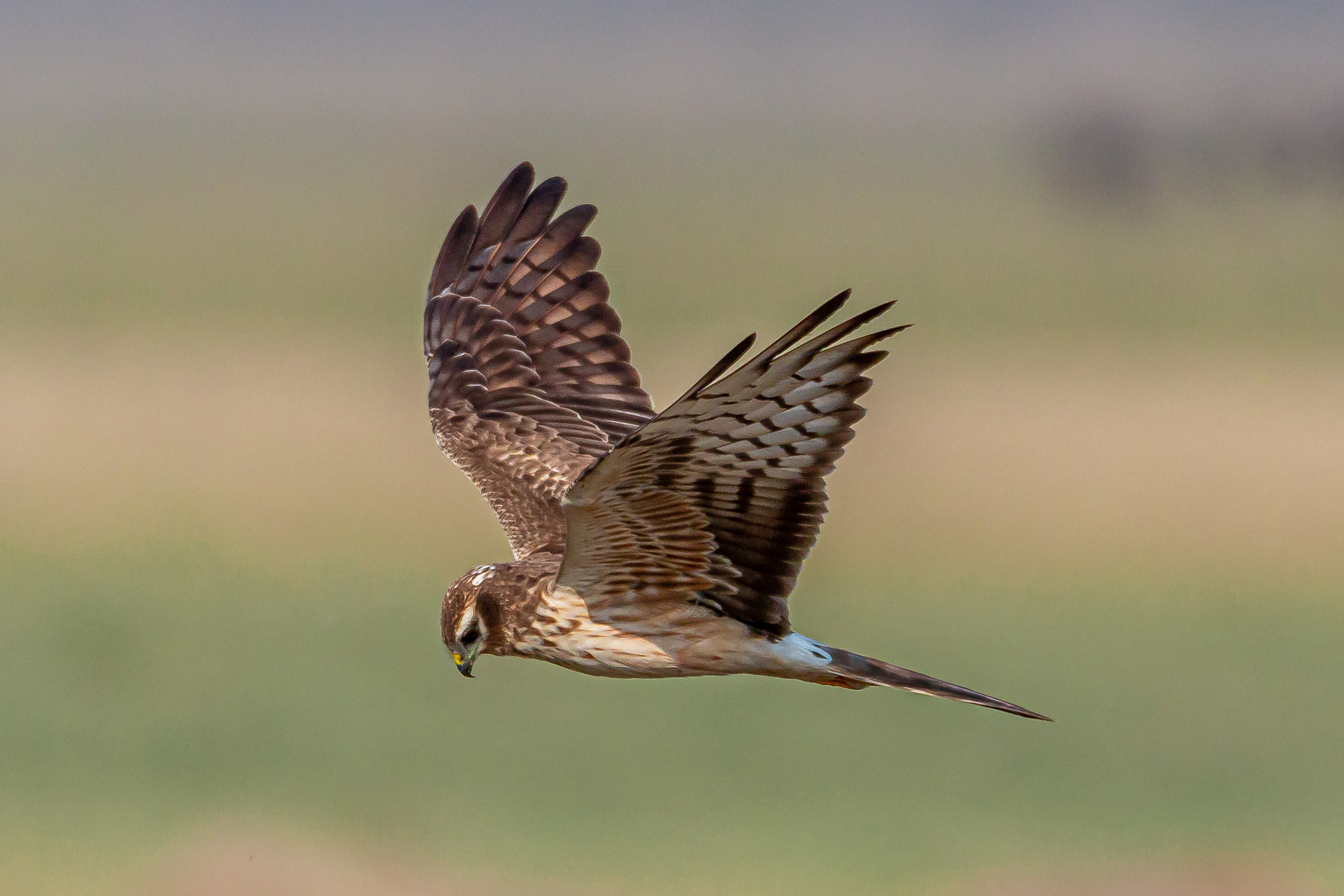
Busard cendré en vol.
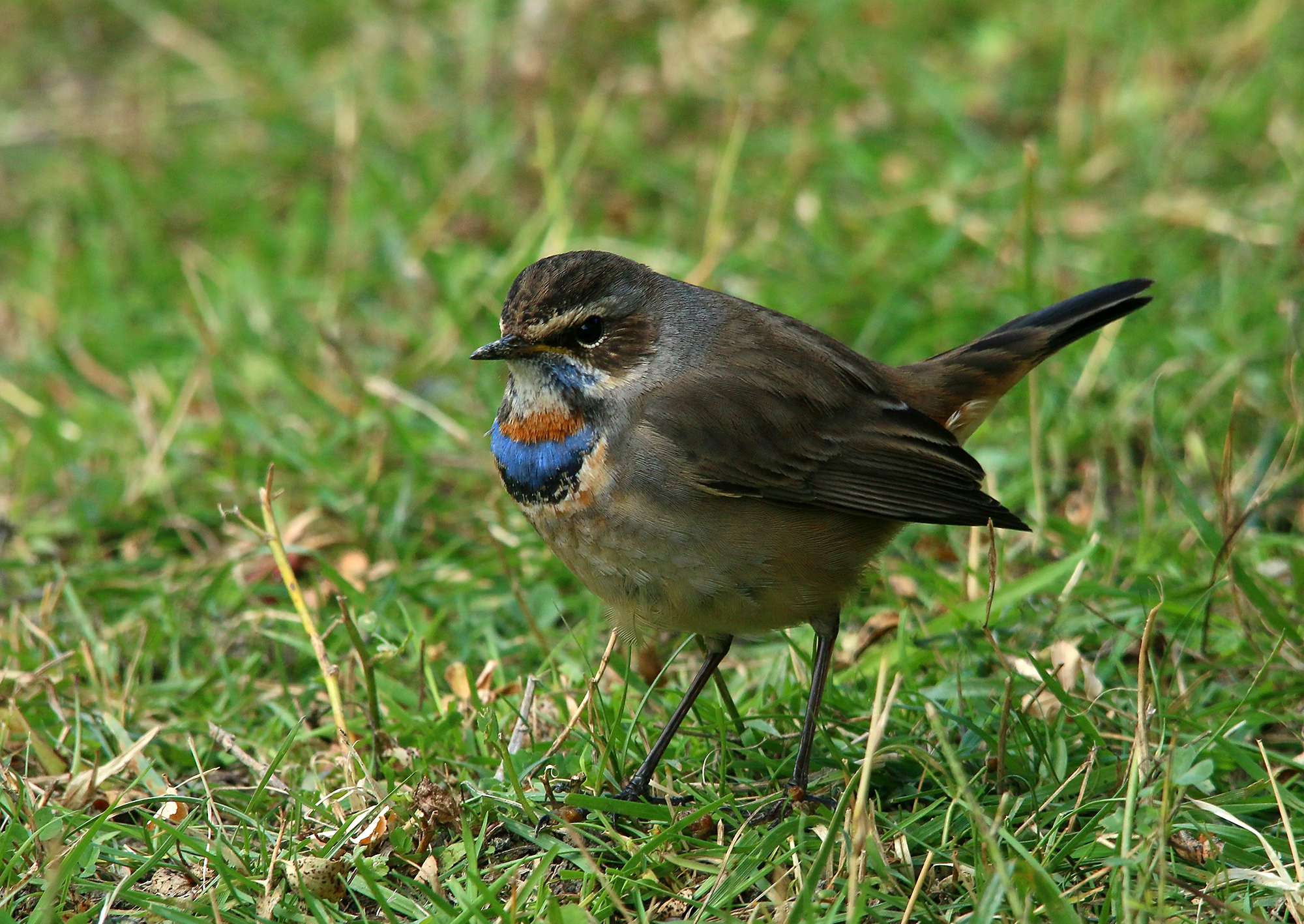
Gorgebleue à miroir.
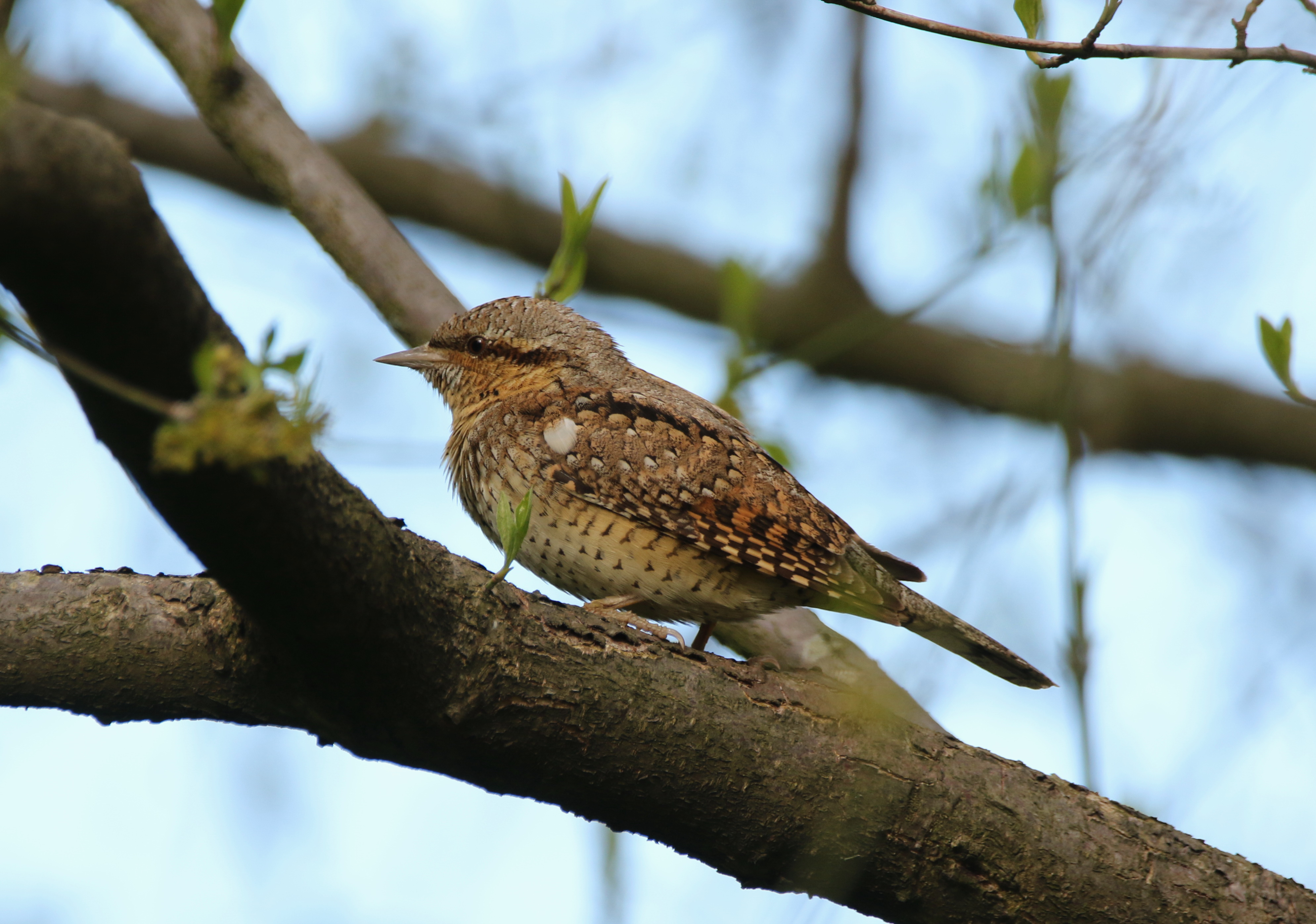
Torcol fourmilier.

### Autres espèces animales
Outre les espèces déterminantes déjà mentionnées, 198 autres espèces animales y ont été recensées :
- un amphibien : le Crapaud commun (Bufo bufo) ;
- 104 insectes dont :
  - 46 coléoptères [Note 1] : l'Agapanthie à pilosité verdâtre (Agapanthia villosoviridescens), Aphodius fimetarius, l'Apodère du noisetier (Apoderus coryli), la  Cantharide commune (Cantharis fusca), Cantharis pellucida, le Carabe des bois (Carabus nemoralis), la Casside verte (Cassida viridis), le Cerf-Volant (pour le mâle) ou la Grande Biche (pour la femelle) (Lucanus cervus), la Cétoine dorée (Cetonia aurata), la Cétoine grise (Oxythyrea funesta), la Chrysomèle de la menthe (Chrysolina herbacea), la Chrysomèle de la salicaire (Galerucella calmariensis (en)), la Chrysomèle du peuplier (Chrysomela populi), la Chrysomèle fastueuse (Chrysolina fastuosa), la Chrysomèle polie (Chrysolina polita), la Chrysomèle versicolore du saule (Plagiodera versicolora), la Cicindèle champêtre (Cicindela campestris), le Clairon des ruches (Trichodes alvearius), le Clyte bélier (Clytus arietis), la Coccinelle à damier (Propylea quatuordecimpunctata), la Coccinelle à dix points (Adalia decempunctata), le Crache-sang (Timarcha tenebricosa), la Criocère des céréales (Oulema melanopus), Cryptocephalus decemmaculatus (no), la Donacie soyeuse (Plateumaris sericea), la Galérucelle du saule marsault (Lochmaea capreae), la Galéruque de l'aulne (Agelastica alni), la Galéruque du nénuphar (Galerucella nymphaeae), le Géotrupe du fumier (Geotrupes stercorarius), le Hanneton des jardins (Phyllopertha horticola), l'Hoplie bleue (Hoplia coerulea), la Lagrie hérissée (Lagria hirta), le Lepture noir (Stenurella nigra), le Lepture à suture noire (Stenurella melanura), le Lepture tacheté (Rutpela maculata), la Malachie à deux points (Malachius bipustulatus), Melinopterus prodromus (de), le Nécrophore fossoyeux Nicrophorus vespilloides, l'Œdémère noble (Oedemera nobilis), le Petit vertubleu (Plagiosterna aenea (de)), le Petit crache-sang (Timarcha goettingensis), la Petite biche (Dorcus parallelipipedus), le Téléphore fauve (Rhagonycha fulva), le Téléphore livide (Cantharis livida), (Teuchestes fossor (en)) et le Thanatophile sinueux (Thanatophilus sinuatus (de)),
  - douze lépidoptères : l'Amaryllis (Pyronia tithonus), l'Argus bleu (Polyommatus icarus), la Carte géographique (Araschnia levana), le Citron (Gonepteryx rhamni), le Collier-de-corail (Aricia agestis), le Cuivré fuligineux (Lycaena tityrus), le Myrtil (Maniola jurtina), le Paon-du-jour (Aglais io), la Piéride du chou (Pieris brassicae), la Piéride du navet (Pieris napi), la Piéride de la rave (Pieris rapae) et le Vulcain (Vanessa atalanta),
  - 31 odonates entre 1999 et 2010 : l'Æschne bleue (Aeshna cyanea ), l'Æschne mixte (Aeshna mixta ), l'Agrion à larges pattes (Platycnemis pennipes), l'Agrion délicat (Ceriagrion tenellum), l'Agrion élégant (Ischnura elegans), l'Agrion joli (Coenagrion pulchellum), l'Agrion jouvencelle (Coenagrion puella), l'Agrion mignon (Coenagrion scitulum), l'Agrion nain (Ischnura pumilio), l'Agrion porte-coupe (Enallagma cyathigerum), l'Anax empereur (Anax imperator), le Caloptéryx éclatant (Calopteryx splendens), le Caloptéryx vierge (Calopteryx virgo), la Cordulie bronzée (Cordulia aenea), le Crocothémis écarlate (Crocothemis erythraea), le Gomphe à pinces (Onychogomphus forcipatus), la Grande æschne (Aeshna grandis), le Leste brun (Sympecma fusca), le Leste fiancé (Lestes sponsa), le Leste vert (Chalcolestes viridis), la Libellule à quatre taches (Libellula quadrimaculata), la Libellule déprimée (Libellula depressa), la Naïade aux yeux rouges (Erythromma najas), la Naïade au corps vert (Erythromma viridulum), la Nymphe au corps de feu (Pyrrhosoma nymphula), l'Orthétrum à stylets blancs (Orthetrum albistylum), l'Orthétrum brun (Orthetrum brunneum), l'Orthétrum réticulé (Orthetrum cancellatum), le Sympétrum à nervures rouges (Sympetrum fonscolombii), le Sympétrum sanguin (Sympetrum sanguineum) et le Sympétrum strié (Sympetrum striolatum),
  - treize orthoptères : le Conocéphale des roseaux (Conocephalus dorsalis), la Courtilière commune (Gryllotalpa gryllotalpa), le Criquet des clairières (Chrysochraon dispar), le Criquet des pâtures (Pseudochorthippus parallelus), le Criquet ensanglanté (Stethophyma grossum), le Criquet verdelet (Omocestus viridulus), le Criquet verte-échine (Chorthippus dorsatus (de)), la Decticelle bariolée (Roeseliana roeselii), la Decticelle cendrée (Pholidoptera griseoaptera), l'Éphippigère des vignes (Ephippiger ephippiger), la Grande sauterelle verte (Tettigonia viridissima), le Grillon champêtre (Gryllus campestris) et le Grillon des bois (Nemobius sylvestris),
  - deux autres espèces : le ou la[Note 2] Forficule (Forficula auricularia) et la Mante religieuse (Mantis religiosa) ;
- neuf mammifères : la Belette d'Europe (Mustela nivalis), le Blaireau européen (Meles meles), le Campagnol souterrain (Microtus subterraneus), le Chevreuil (Capreolus capreolus), l'Hermine (Mustela erminea), le Putois (Mustela putorius), le Rat musqué (Ondatra zibethicus), le Renard roux (Vulpes vulpes) et le Sanglier (Sus scrofa) ;
- 82 oiseaux : l'Accenteur mouchet (Prunella modularis), l'Alouette des champs (Alauda arvensis), l'Alouette lulu (Lullula arborea), la Bécassine des marais (Gallinago gallinago), la Bergeronnette des ruisseaux (Motacilla cinerea), la Bergeronnette grise (Motacilla alba), le Bouvreuil pivoine (Pyrrhula pyrrhula), le Bruant jaune (Emberiza citrinella), la Buse variable (Buteo buteo), la Caille des blés (Coturnix coturnix), le Canard colvert (Anas platyrhynchos), le Canard pilet (Anas acuta), le Canard siffleur (Mareca penelope), le Chardonneret élégant (Carduelis carduelis), le Chevalier cul-blanc (Tringa ochropus), le Chevalier guignette (Actitis hypoleucos), la Chevêche d'Athéna (Athene noctua), la Chouette effraie (Tyto alba), la Chouette hulotte (Strix aluco), la Corneille noire (Corvus corone), le Coucou gris (Cuculus canorus), l'Épervier d'Europe (Accipiter nisus), l'Étourneau sansonnet (Sturnus vulgaris), le Faisan de Colchide (Phasianus colchicus), le Faucon crécerelle (Falco tinnunculus), le Faucon hobereau (Falco subbuteo), la Fauvette à tête noire (Sylvia atricapilla), la Fauvette des jardins (Sylvia borin), la Fauvette grisette (Sylvia communis), la Foulque macroule (Fulica atra), la Gallinule poule-d'eau (Gallinula chloropus), le Geai des chênes (Garrulus glandarius), le Goéland argenté (Larus argentatus), le Grèbe castagneux (Tachybaptus ruficollis), le Grèbe huppé (Podiceps cristatus), le Grimpereau des jardins (Certhia brachydactyla), la Grive draine (Turdus viscivorus), la Grive mauvis (Turdus iliacus), la Grue cendrée (Grus grus), la Guifette moustac (Chlidonias hybrida), le Héron cendré (Ardea cinerea), le Hibou moyen-duc (Asio otus), l'Hirondelle de fenêtre (Delichon urbicum), l'Hirondelle rustique (Hirundo rustica), la Huppe fasciée (Upupa epops), l'Hypolaïs polyglotte (Hippolais polyglotta), la Linotte mélodieuse (Linaria cannabina), le Loriot d'Europe (Oriolus oriolus), le Martin-pêcheur d'Europe (Alcedo atthis), le Martinet noir (Apus apus), le Merle à plastron (Turdus torquatus), le Merle noir (Turdus merula), la Mésange à longue queue (Aegithalos caudatus), la Mésange bleue (Cyanistes caeruleus), la Mésange charbonnière (Parus major), la Mésange nonnette (Poecile palustris), le Milan noir (Milvus migrans), le Moineau domestique (Passer domesticus), le Moineau friquet (Passer montanus), la Mouette rieuse (Chroicocephalus ridibundus), l'Oie cendrée (Anser anser), le Pic épeiche (Dendrocopos major), le Pic vert (Picus viridis), la Pie bavarde (Pica pica), la Pie-grièche écorcheur (Lanius collurio), le Pigeon ramier (Columba palumbus), le Pinson des arbres (Fringilla coelebs), le Pinson du Nord (Fringilla montifringilla), le Pipit des arbres (Anthus trivialis), le Pipit spioncelle (Anthus spinoletta), le Pouillot fitis (Phylloscopus trochilus), le Pouillot véloce (Phylloscopus collybita), le Râle des genêts (Crex crex), le Rossignol philomèle (Luscinia megarhynchos), le Rouge-gorge familier (Erithacus rubecula), le Rougequeue noir (Phoenicurus ochruros), le Serin cini (Serinus serinus), la Sittelle torchepot (Sitta europaea), le Tarier pâtre (Saxicola rubicola), la Tourterelle turque (Streptopelia decaocto), le Troglodyte mignon (Troglodytes troglodytes) et le Verdier d'Europe (Chloris chloris) ;
- deux poissons : le Grand brochet (Esox lucius) et le Rotengle (Scardinius erythrophthalmus).

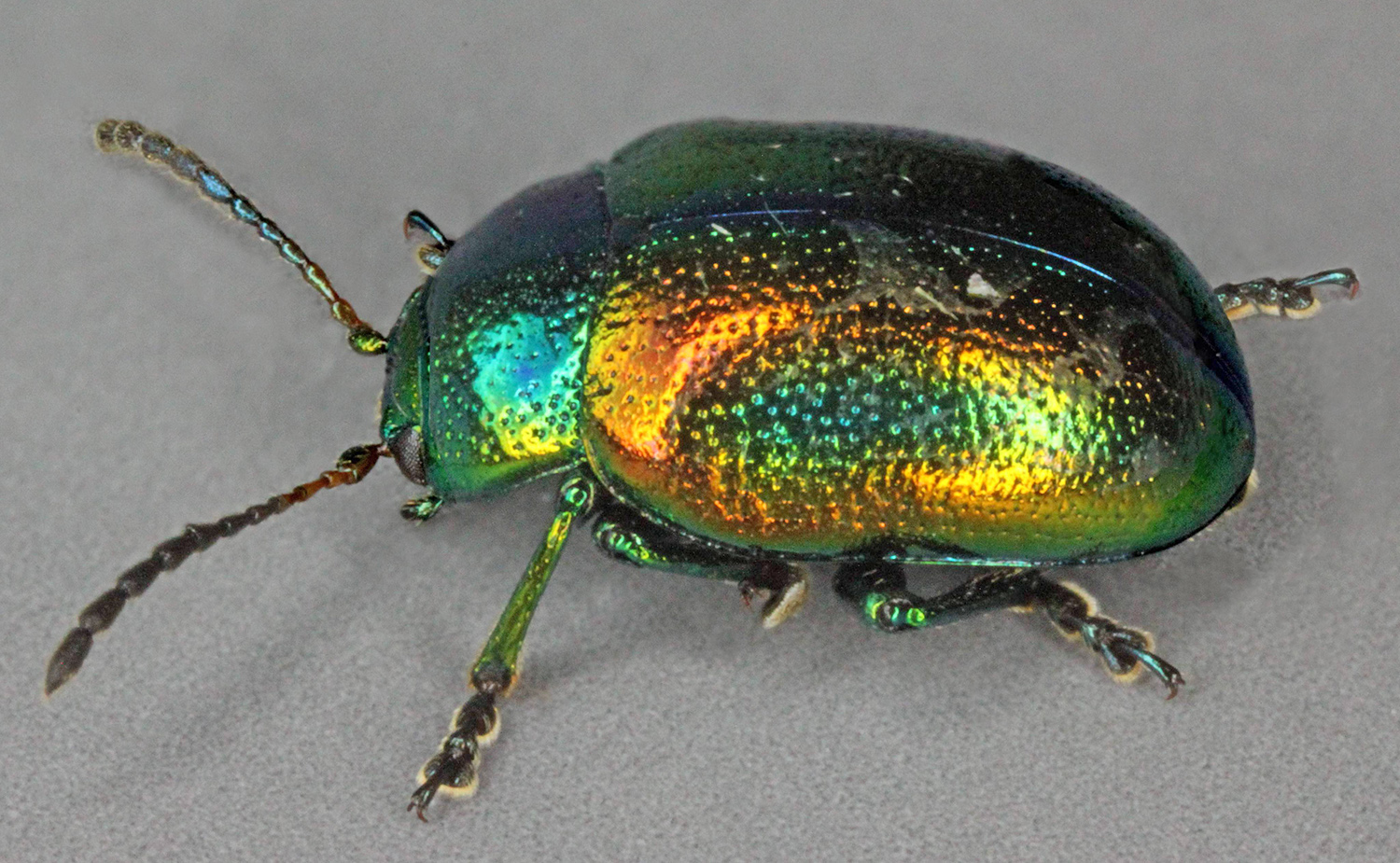
Chrysomèle fastueuse.
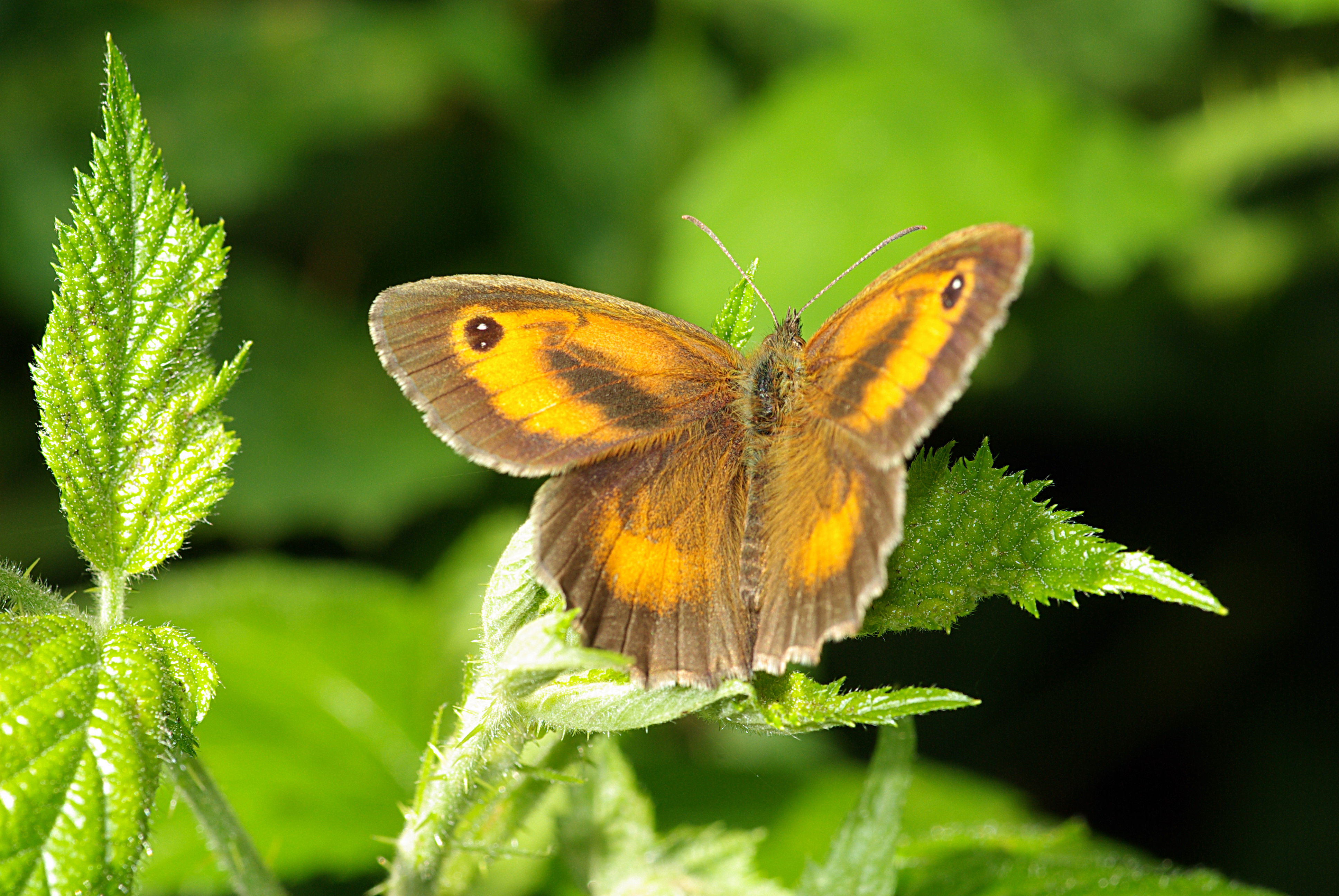
Amaryllis.
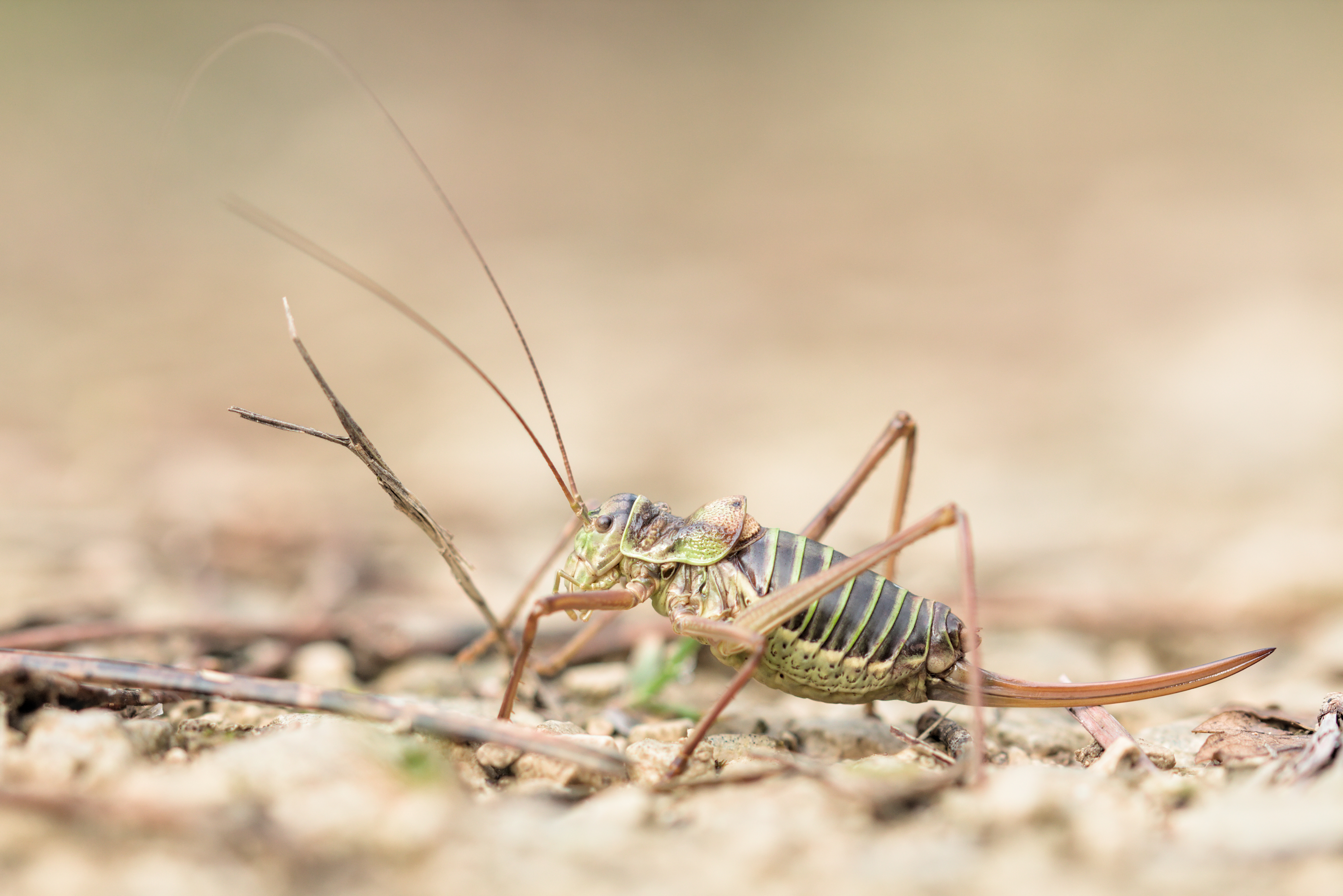
Éphippigère des vignes femelle.
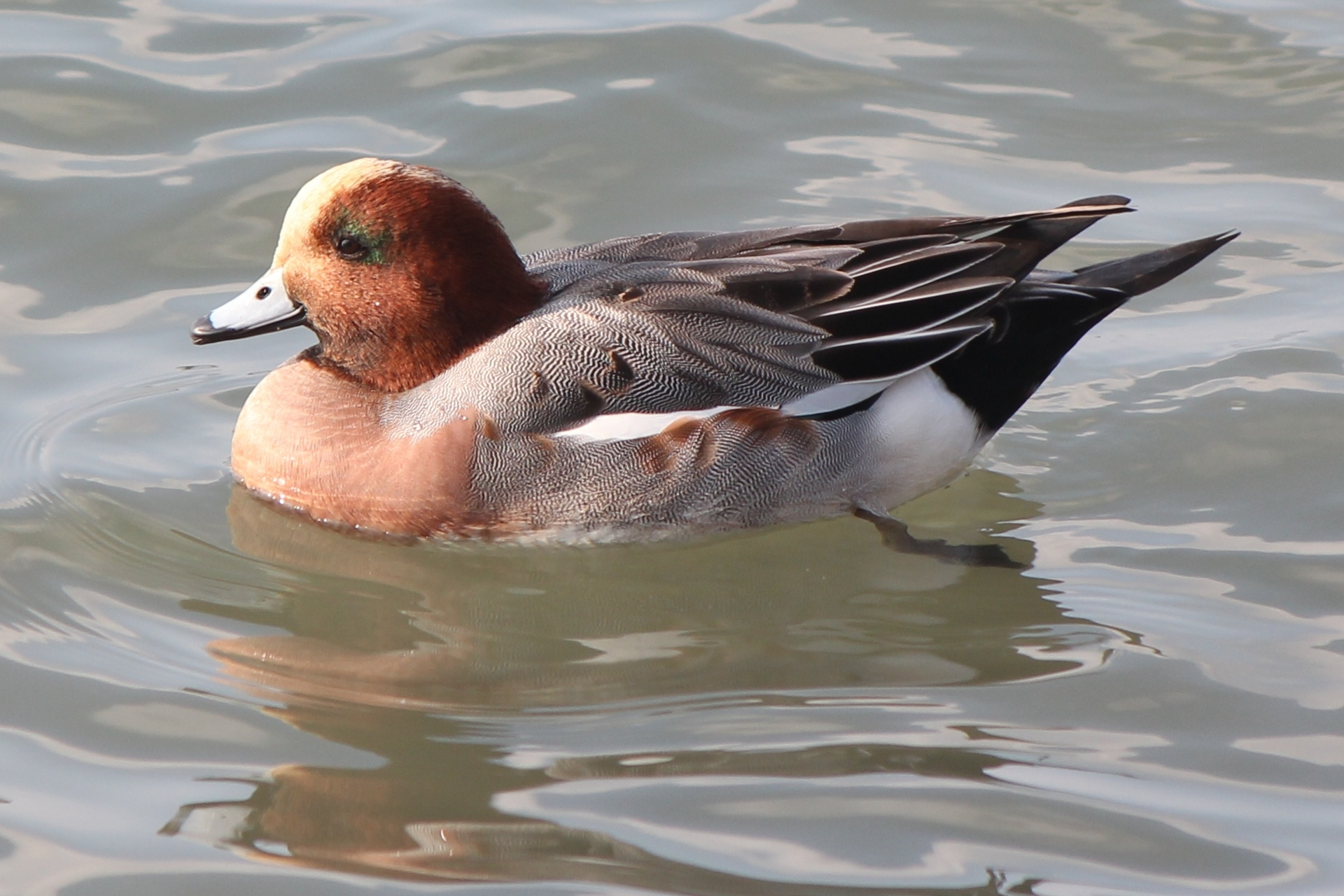
Canard siffleur mâle.
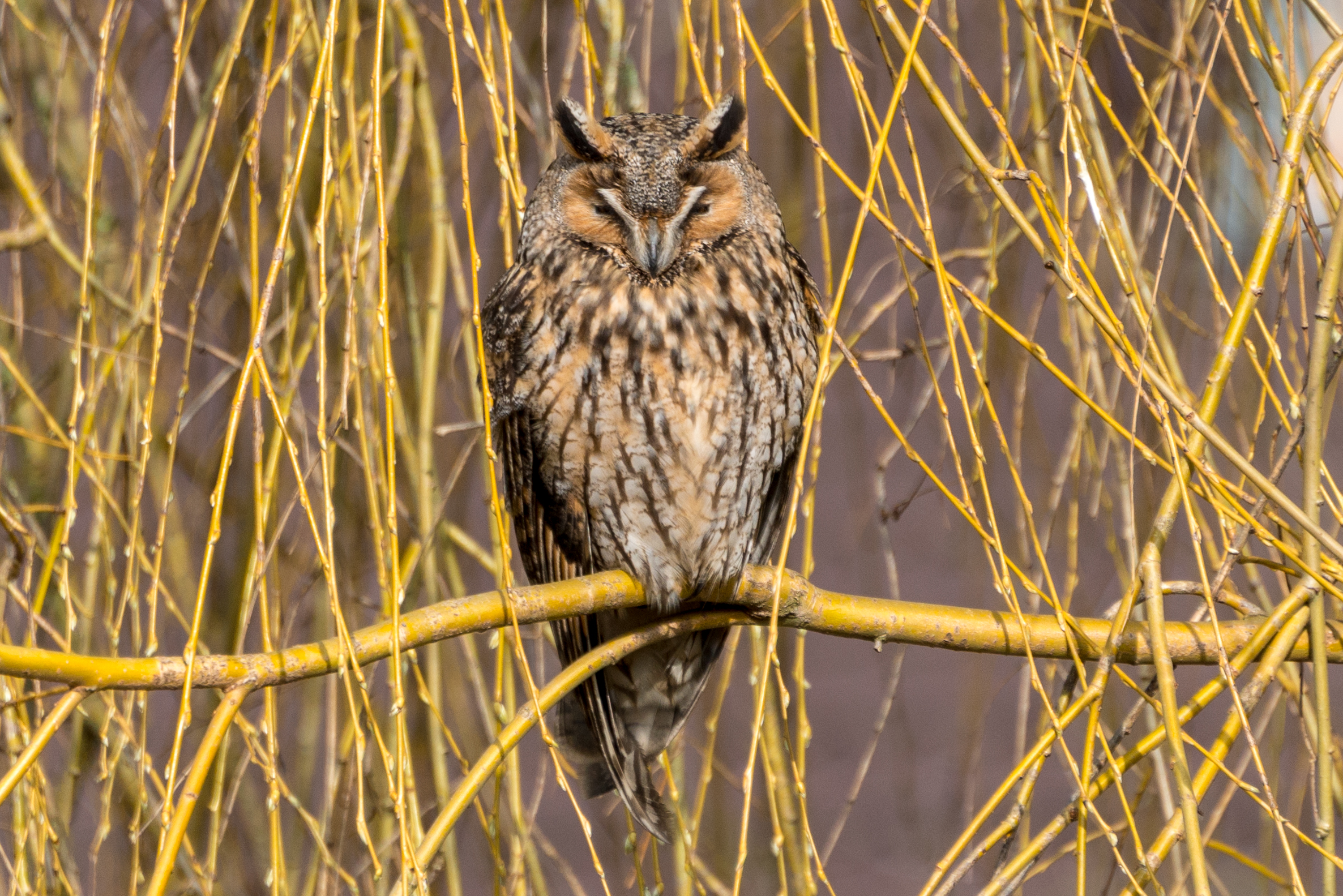
Hibou moyen-duc en train de dormir.

### Protection de la faune
Seule espèce d'amphibiens recensée dans la ZNIEFF, le Crapaud commun est protégé sur l'ensemble du territoire français.
Parmi les insectes, l'espèce Lucanus cervus est protégée au titre de la directive habitats de l'Union européenne, bien que ne figurant pas dans la liste des insectes protégés sur le territoire français.
Trente-deux espèces d'oiseaux de la ZNIEFF sont protégées au titre de la directive Oiseaux de l'Union européenne : l'Aigle botté, l'Aigrette garzette, l'Alouette lulu, le Balbuzard pêcheur, le Bihoreau gris, le Blongios nain, la Bondrée apivore, le Bruant ortolan, le Busard cendré, le Busard des roseaux, le Busard Saint-Martin, le Butor étoilé, le Chevalier sylvain, le Circaète Jean-le-Blanc, le Crabier chevelu, l'Engoulevent d'Europe, le Faucon pèlerin, la Gorgebleue à miroir, la Grue cendrée, la Guifette noire, le Héron pourpré, la Marouette ponctuée, le Martin-pêcheur d'Europe, le Milan noir, le Milan royal, l'Œdicnème criard, le Phragmite aquatique, le Pic mar, le Pic noir, la Pie-grièche écorcheur, le Râle des genêts, la Sterne pierregarin ; elles sont donc protégées sur l'ensemble du territoire français, de même que 77 autres espèces : l'Accenteur mouchet, l'Autour des palombes, le Bec-croisé des sapins, le Bécasseau minute, le Bécasseau variable, la Bergeronnette des ruisseaux, la Bergeronnette grise, la Bergeronnette printanière, la Bouscarle de Cetti, le Bouvreuil pivoine, le Bruant des roseaux, le Bruant jaune, le Bruant ortolan, la Buse variable, le Chardonneret élégant, le Chevalier cul-blanc, le Chevalier guignette, la Chevêche d'Athéna, la Chouette effraie, la Chouette hulotte, la Cisticole des joncs,  le Coucou gris, l'Épervier d'Europe, le Faucon crécerelle, le Faucon hobereau, la Fauvette à tête noire, la Fauvette des jardins, la Fauvette grisette, le Goéland argenté, le Grand Corbeau, le Grèbe castagneux, le Grèbe huppé, le Grimpereau des jardins, le Harle bièvre, le Héron cendré, le Héron garde-bœufs, le Hibou moyen-duc, l'Hirondelle de rivage, l'Hirondelle rustique, la Huppe fasciée, l'Hypolaïs polyglotte, la Linotte mélodieuse, la Locustelle luscinioïde, la Locustelle tachetée, le Loriot d'Europe, le Martinet noir, le Merle à plastron, la Mésange à longue queue, la Mésange charbonnière, le Moineau domestique, le Moineau friquet, la Panure à moustaches, le Petit Gravelot, le Phragmite des joncs, le Pic vert, la Pie-grièche grise, le Pinson des arbres, le Pinson du Nord, le Pipit des arbres, le Pipit farlouse, le Pipit spioncelle, le Pluvier grand-gravelot, le Pouillot fitis, le Pouillot véloce, le Rossignol philomèle, le Rouge-gorge familier, le Rougequeue noir, la Rousserolle effarvatte, la Rousserolle turdoïde, le Serin cini, la Sittelle torchepot, le Tarier des prés, le Tarin des aulnes, le Torcol fourmilier, le Traquet motteux, le Troglodyte mignon et le Verdier d'Europe.
Parmi les espèces de poissons répertoriées dans la ZNIEFF, le Grand brochet est protégé sur l'ensemble du territoire français.

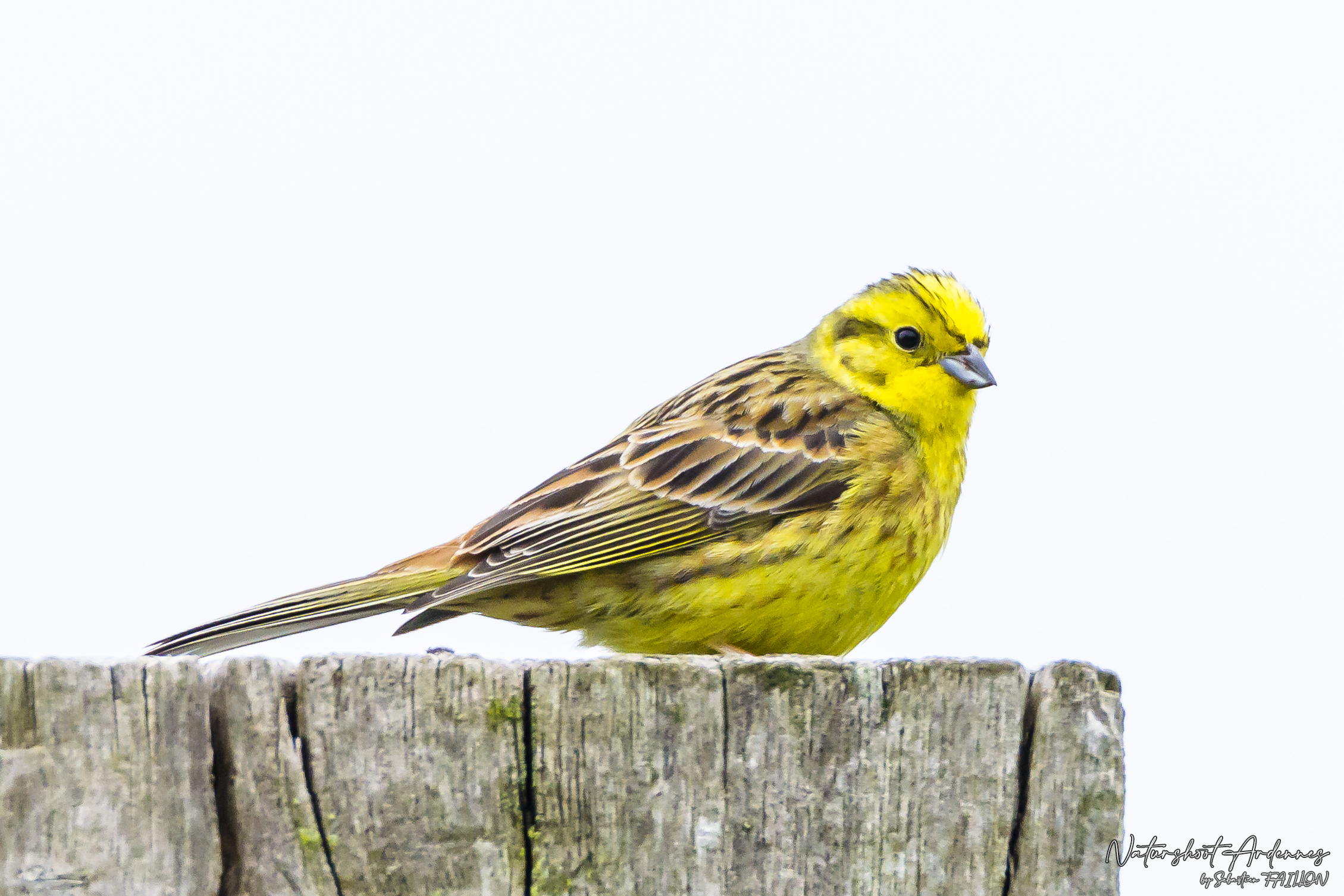
Bruant jaune mâle.
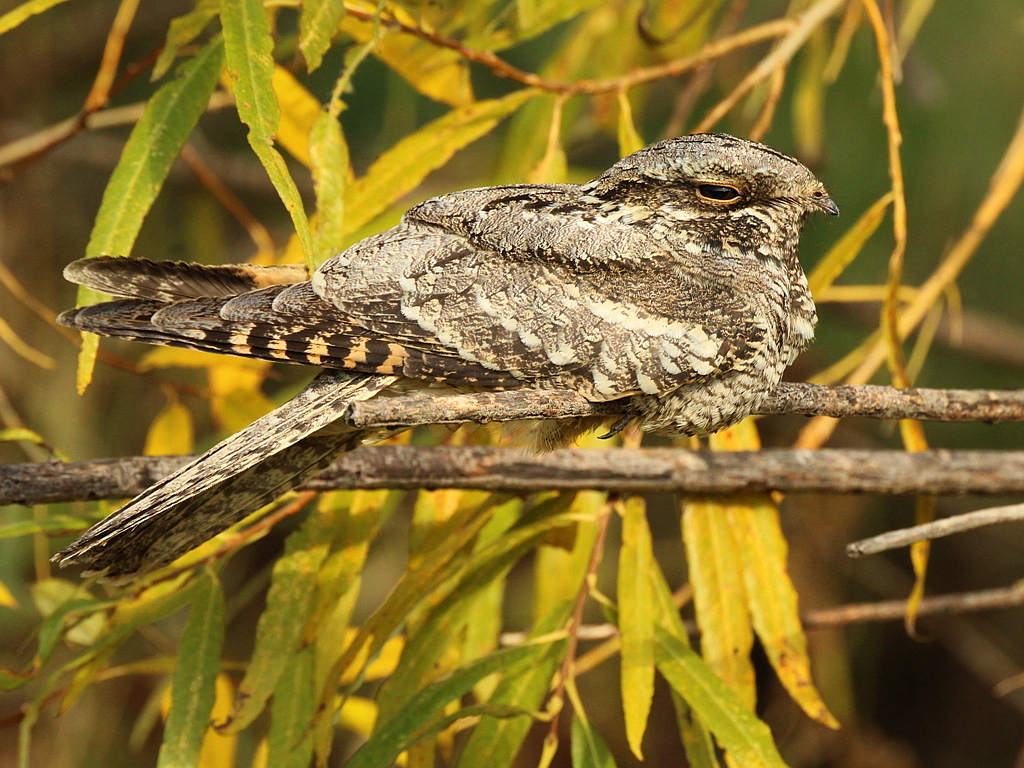
Engoulevent d'Europe.
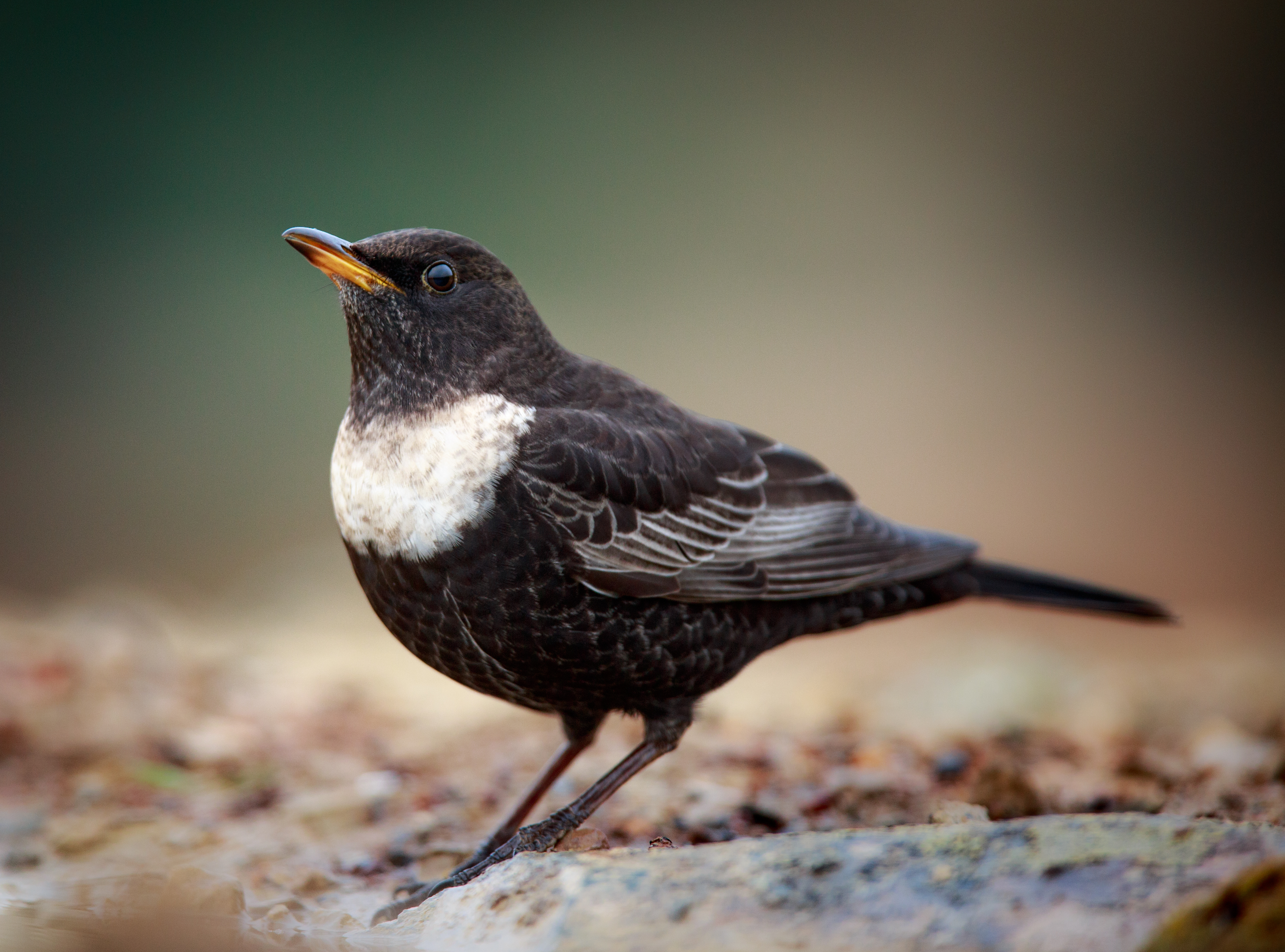
Merle à plastron mâle.
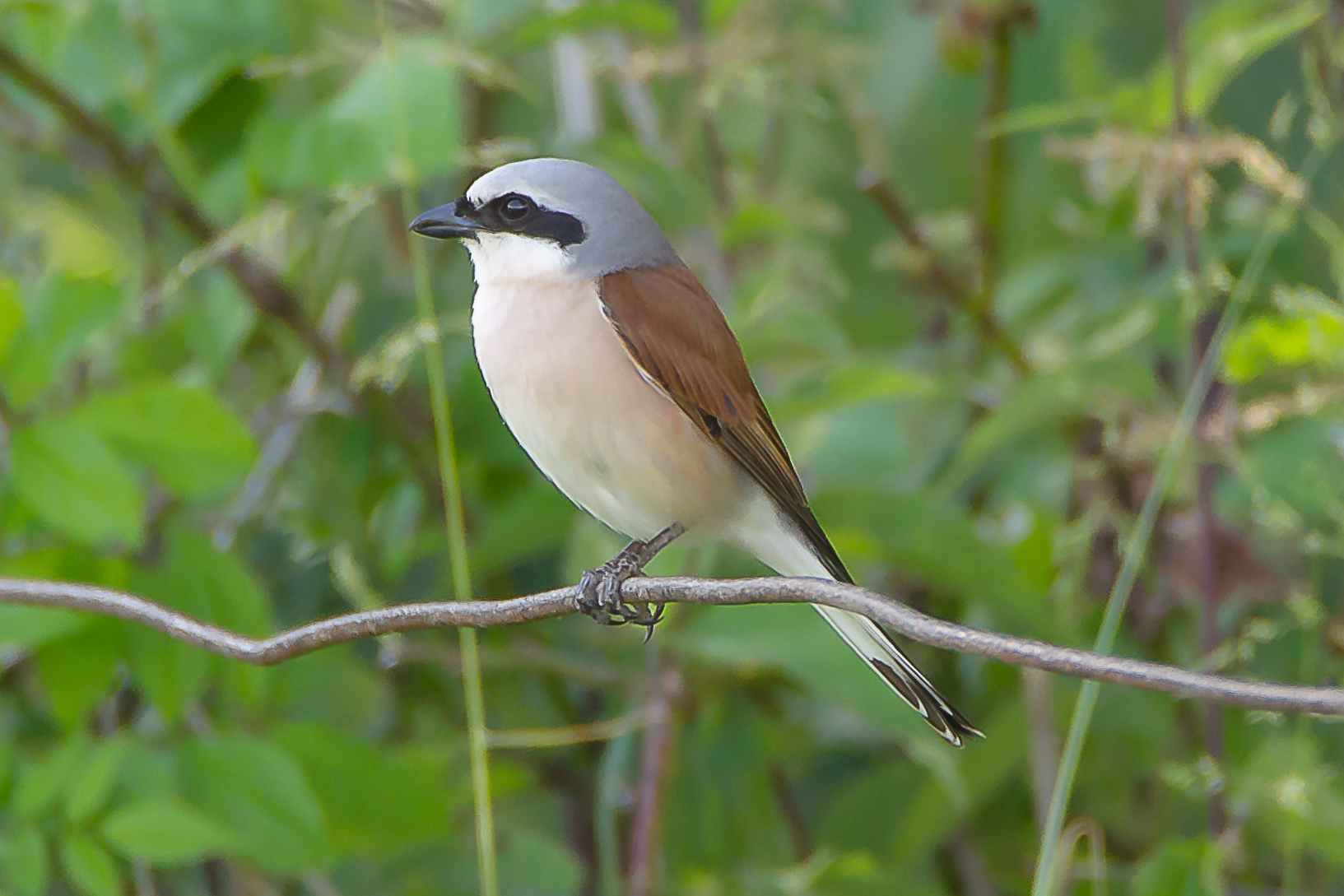
Pie-grièche écorcheur mâle.
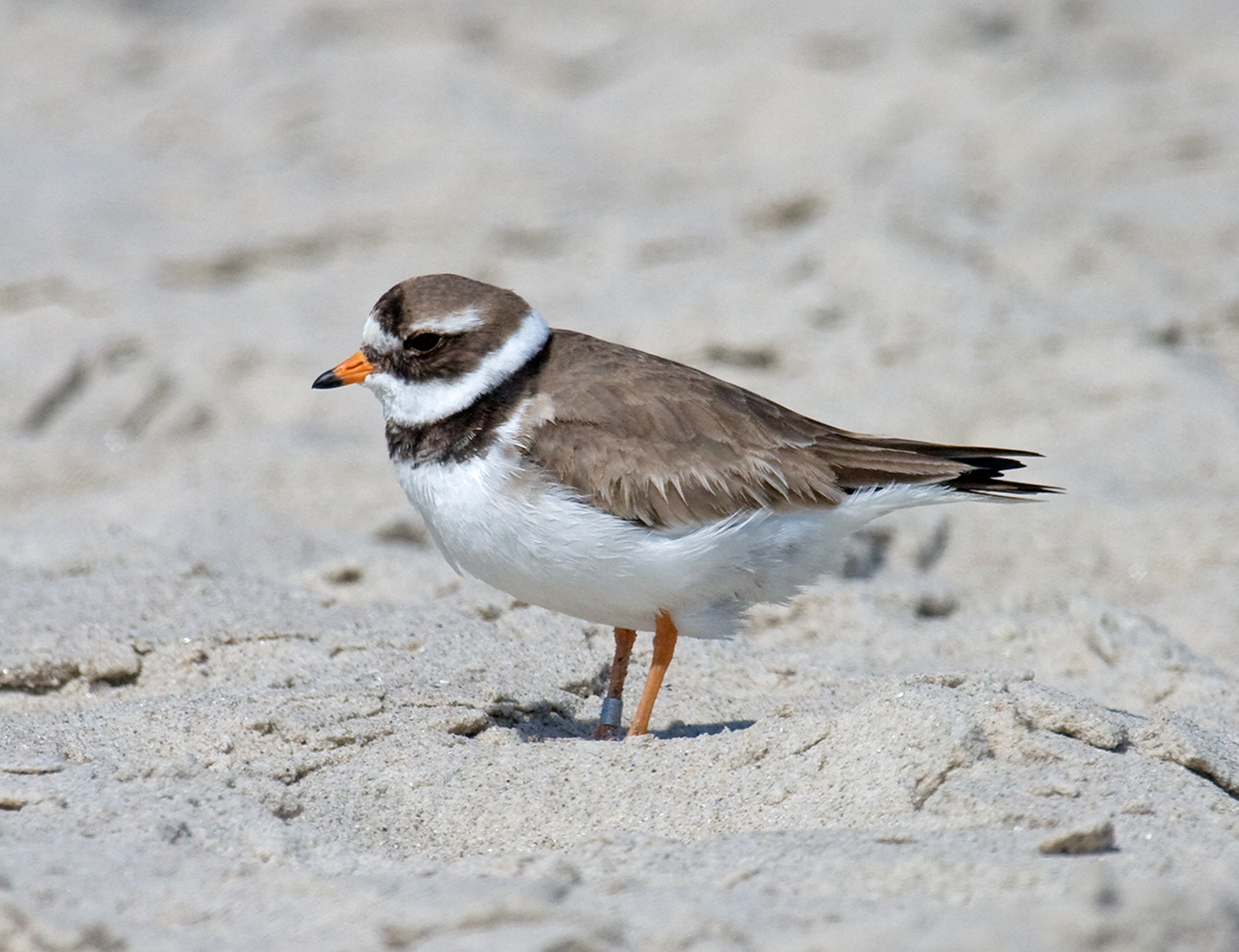
Pluvier grand-gravelot.

## Flore

### Espèces végétales déterminantes
Neuf espèces déterminantes de plantes ont été répertoriées dans la ZNIEFF : 
- sept phanérogames de 1977 à 2011 : le Flûteau nageant (Luronium natans), la Grande douve (Ranunculus lingua), la Gratiole officinale (Gratiola officinalis), la Littorelle à une fleur (Littorella uniflora), la Pulicaire commune (Pulicaria vulgaris), l'Utriculaire citrine  (Utricularia australis) et l'Utriculaire vulgaire (Utricularia vulgaris) ;
- deux ptéridophytes en 1997, 2006 et 2011 : la Boulette d'eau (Pilularia globulifera) et la Fougère des marais (Thelypteris palustris).

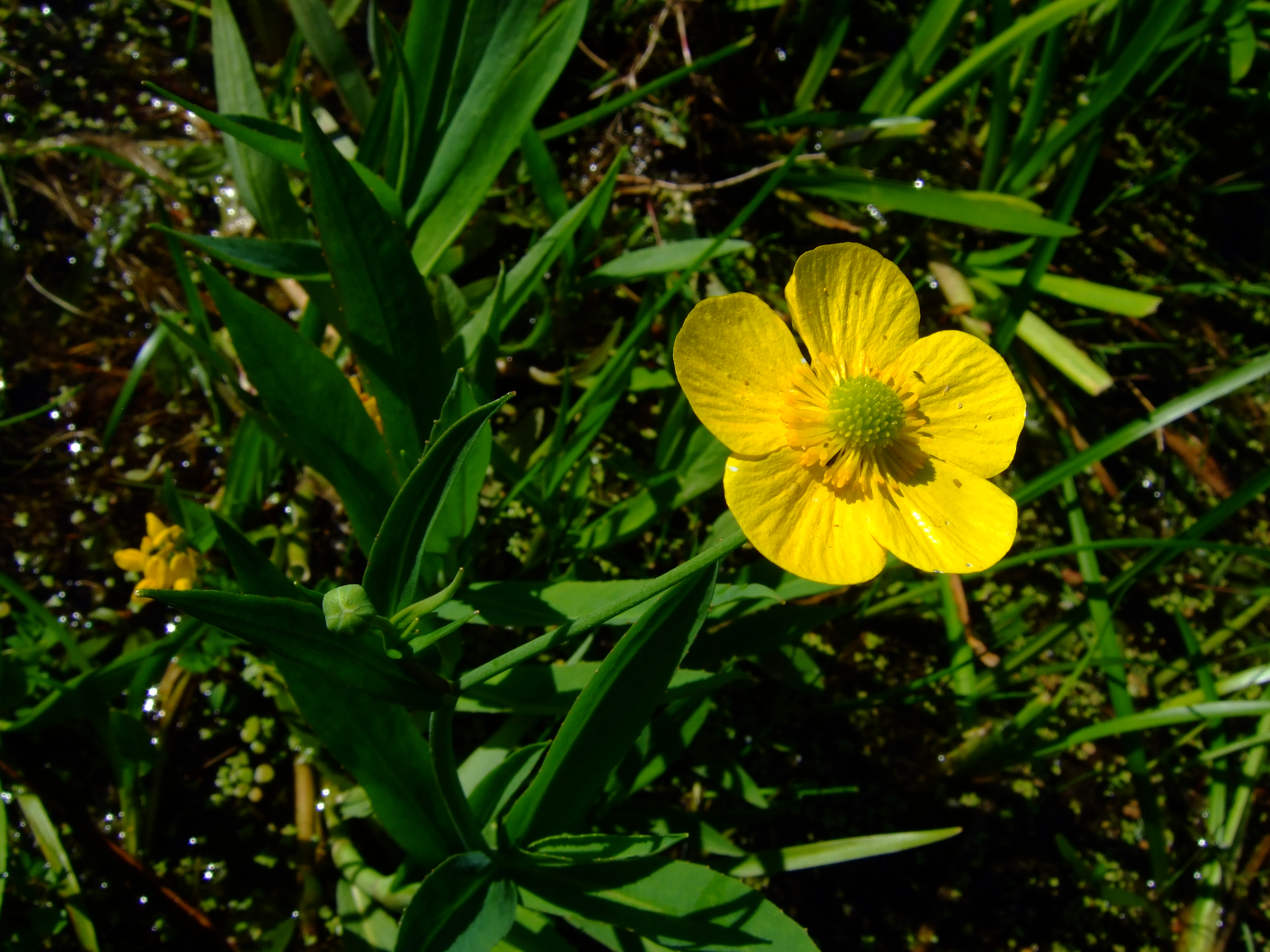
Fleur de Grande douve.
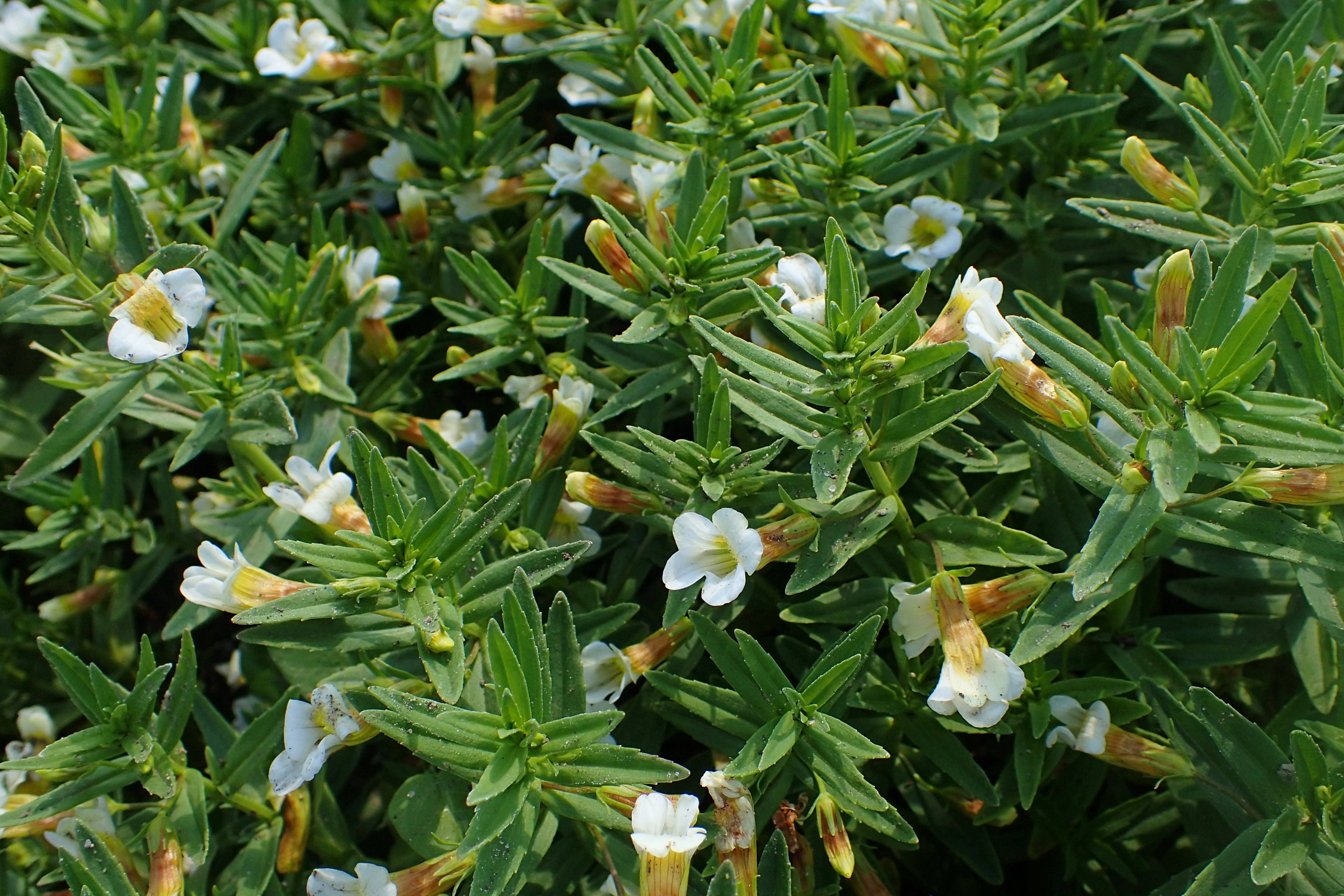
Fleurs de Gratiole officinale.
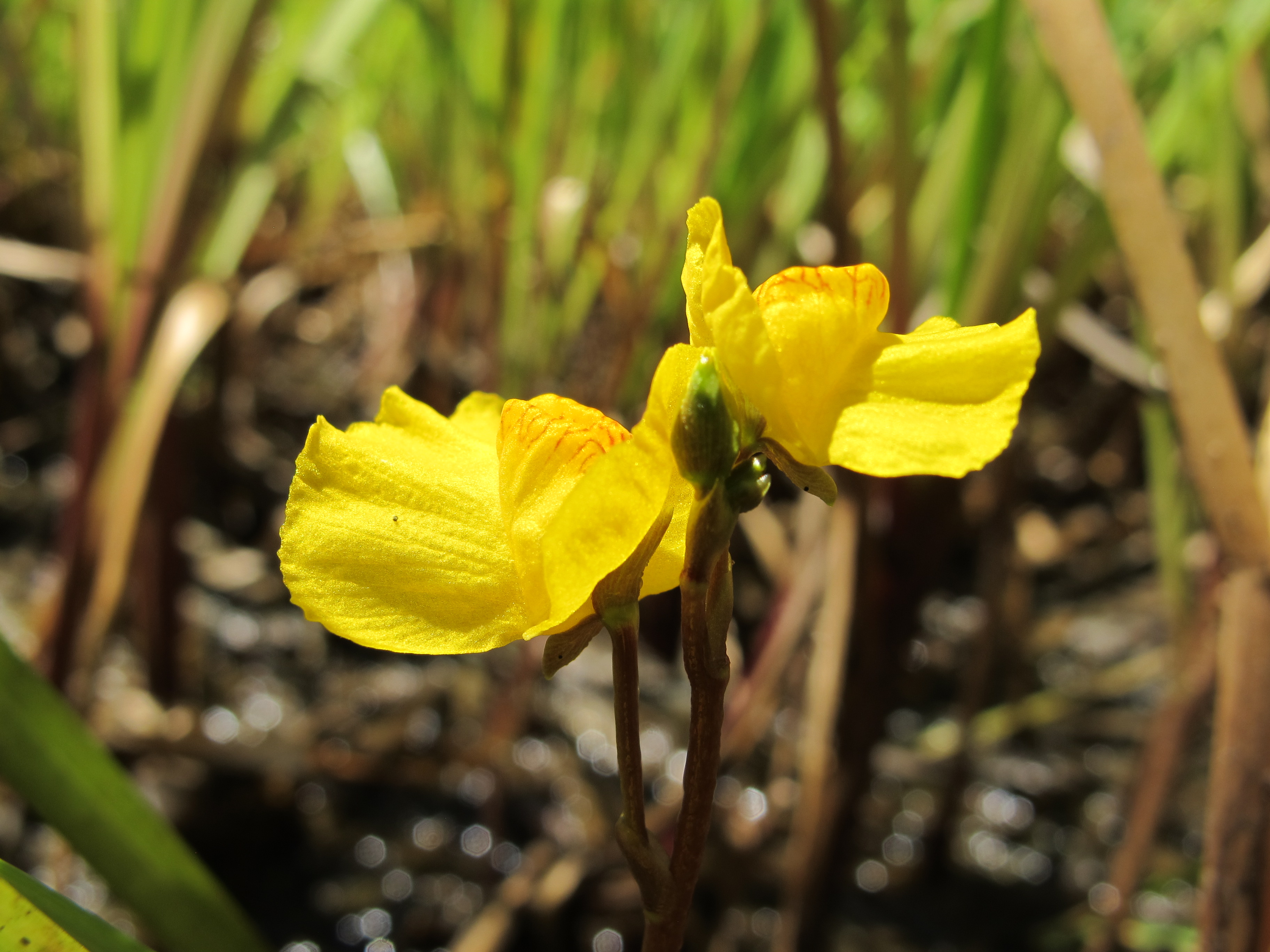
Fleurs d'Utriculaire citrine.
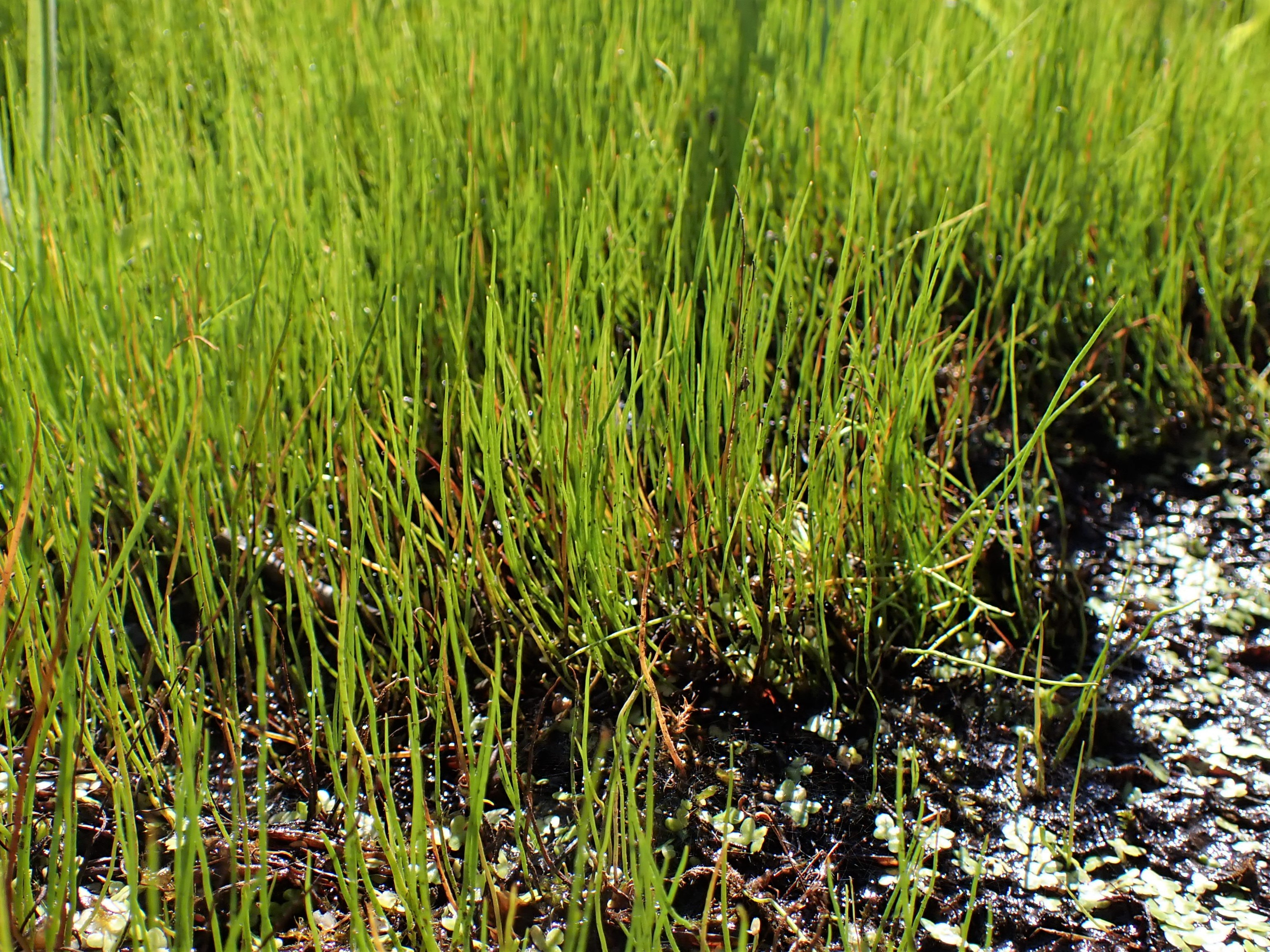
Boulette d'eau.
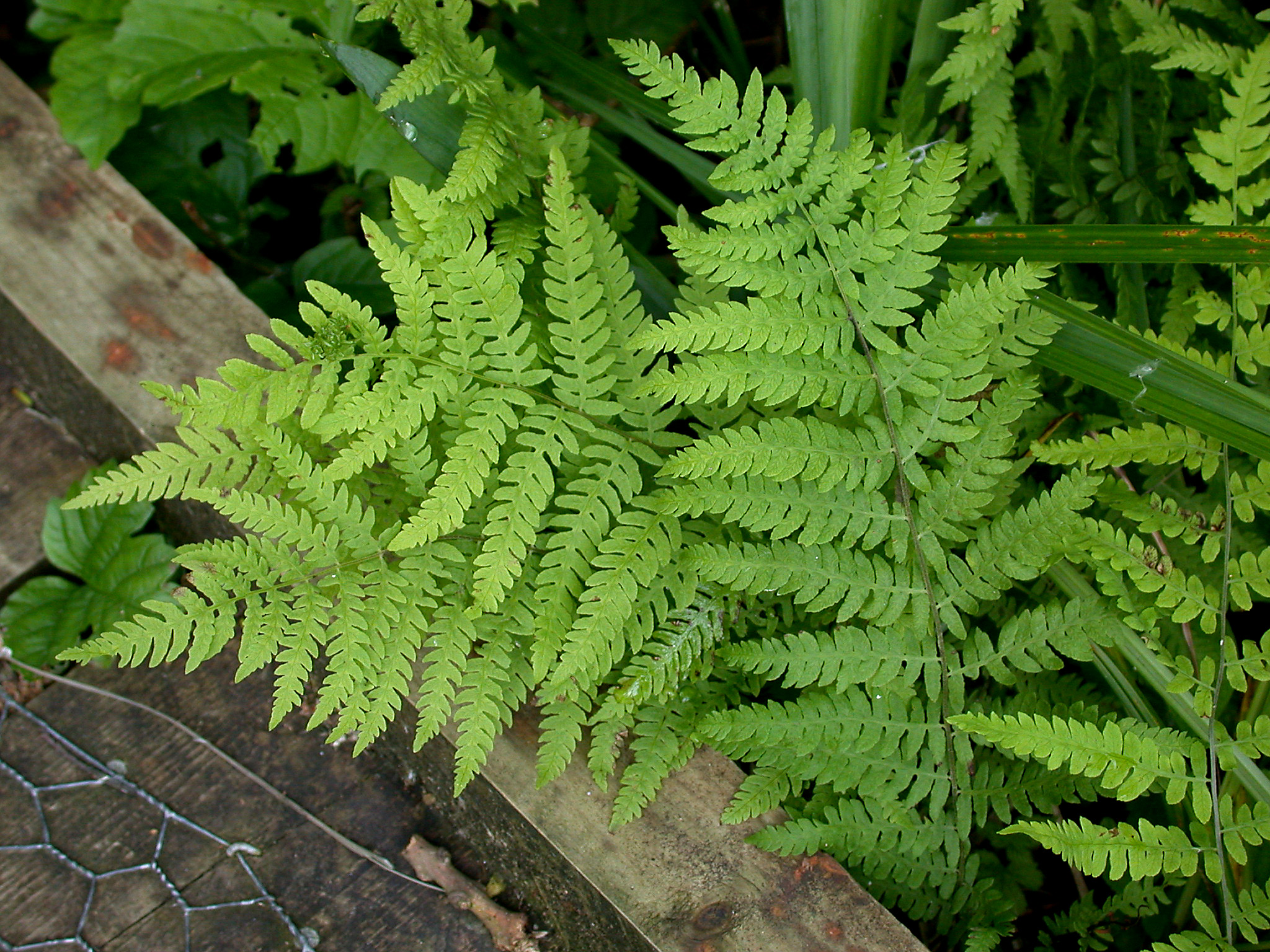
Fougères des marais.

### Autres espèces végétales
Outre les espèces déterminantes végétales déjà mentionnées, 142 autres espèces ont été recensées sur la ZNIEFF : 
- trois espèces de bryophites[1] : l'Entosthodon fasciculé  (Entosthodon fascicularis (sv)), Hypnum chrysophyllum (vi) et Hypnum fluitans.
- 137 espèces de phanérogames[1],[Note 3] :

l'Achillée sternutatoire (Achillea ptarmica), l'Agrostide des chiens (Agrostis canina), l'Aigremoine élevée (Agrimonia procera), l'Aigremoine eupatoire (Agrimonia eupatoria ), l'Ajonc d'Europe (Ulex europaeus), l'Ajonc nain (Ulex minor), l'Angélique sauvage (Angelica sylvestris), l'Aubépine à un style (Crataegus monogyna), l'Aulne glutineux (Alnus glutinosa), la Barbarée commune (Barbarea vulgaris), le Bident penché (Bidens cernua), le Bident tripartite (Bidens tripartita), la Bourdaine (Frangula alnus), la Brunelle commune (Prunella vulgaris), la Bruyère à quatre angles (Erica tetralix), le Caille-lait jaune (Galium verum), la Callune (Calluna vulgaris), la Campanule raiponce (Campanula rapunculus), la Canche des marais (Deschampsia setacea), le Carum verticillé (Trocdaris verticillatum), la Centaurée à feuilles de navet (Centaurea napifolia (it)), le Charme commun (Carpinus betulus), le Chêne pédonculé (Quercus robur), le Chèvrefeuille des bois (Lonicera periclymenum), le Cirse bulbeux (Cirsium tuberosum), le Comaret des marais (Comarum palustre), le Cornifle immergé (Ceratophyllum demersum), le Cornouiller sanguin (Cornus sanguinea), la Cucubale couchée (Silene baccifera), la Danthonie retombante (Danthonia decumbens), la Douce-amère (Solanum dulcamara), l'Écuelle d'eau (Hydrocotyle vulgaris), l'Élodée du Canada (Elodea canadensis), l'Épilobe à petites fleurs (Epilobium parviflorum), l'Épilobe à tiges carrées (Epilobium tetragonum), l'Épilobe en épi (Epilobium angustifolium), l'Érable champêtre (Acer campestre), l'Euphorbe poilue (Euphorbia villosa), la Flouve odorante (Anthoxanthum odoratum), le Flûteau fausse-renoncule (Baldellia ranunculoides), le Fusain d'Europe (Euonymus europaeus), le Gaillet aquatique (Galium uliginosum), le Gaillet des marais (Galium palustre), le Genêt à balais (Cytisus scoparius), le Genêt d'Angleterre (Genista anglica), le Genêt des teinturiers (Genista tinctoria), la Gesse des prés (Lathyrus pratensis), le Gnaphale blanc jaunâtre (Pseudognaphalium luteoalbum), le Grand Plantain (Plantago major), le Grand plantain d'eau (Alisma plantago-aquatica), le Grémil des champs (Buglossoides arvensis), la Houlque laineuse (Holcus lanatus), l'Isnardie des marais (Ludwigia palustris), l'Iris faux acore (Iris pseudacorus), le Jonc à fruits luisants (Juncus articulatus), le Jonc à tépales aigus (Juncus acutiflorus), le Jonc bulbeux (Juncus bulbosus), le Jonc des crapauds (Juncus bufonius), le Jonc des vasières (Juncus tenageia), le Jonc épars (Juncus effusus), le Jonc glauque (Juncus inflexus), la Laîche aiguë (Carex acuta), la Laîche des rives (Carex riparia), la Laîche écailleuse (Carex lepidocarpa (de)), la Laîche faux souchet (Carex pseudocyperus), la Laiche hérissée (Carex hirta), la Laîche millet (Carex panicea), la Laîche noire (Carex nigra), la Laîche pâle (Carex pallescens), la Laîche vésiculeuse (Carex vesicaria), la Léersie faux-riz (Leersia oryzoides), le Lierre grimpant (Hedera helix), la Linaire commune (Linaria vulgaris), le Liseron des champs (Convolvulus arvensis), le Lotier corniculé (Lotus corniculatus), le Lotier des marais (Lotus pedunculatus), la Luzule champêtre (Luzula campestris), le Lycope d'Europe (Lycopus europaeus), la Lysimaque commune (Lysimachia vulgaris), la Lysimaque nummulaire (Lysimachia nummularia), la Massette à feuilles étroites (Typha angustifolia), la Menthe aquatique (Mentha aquatica), la Menthe des champs (Mentha arvensis), la Menthe pouliot (Mentha pulegium), le Millepertuis des marais (Hypericum elodes), la Molinie bleue (Molinia caerulea), la Morène (Hydrocharis morsus-ranae), le Myriophylle à feuilles alternes (Myriophyllum alterniflorum), le Myriophylle en épis (Myriophyllum spicatum), la Naïade marine (Najas marina), le Nénuphar blanc (Nymphaea alba), le Nénuphar jaune (Nuphar lutea), l'Œnanthe aquatique (Oenanthe aquatica), l'Œnanthe fistuleuse (Oenanthe fistulosa), l'Orchis tacheté (Dactylorhiza maculata), l'Orme champêtre (Ulmus minor), l'Osier pourpre (Salix purpurea), la Pâquerette (Bellis perennis), le Petit Rhinanthe (Rhinanthus minor), la Petite lentille d’eau (Lemna minor), le Peucédan de France (Peucedanum gallicum), le Plantain lancéolé (Plantago lanceolata), le Potamot à feuilles de graminée (Potamogeton gramineus), le Potamot crépu (Potamogeton crispus), le Potamot filiforme (Potamogeton trichoides), le Potamot nageant (Potamogeton natans), le Potamot perfolié (Potamogeton perfoliatus), la Potentille ansérine (Potentilla anserina), la Potentille argentée (Potentilla argentea), la Potentille rampante (Potentilla reptans), la Potentille tormentille (Potentilla erecta), le Prunellier (Prunus spinosa), la Reine-des-prés (Filipendula ulmaria), la Renoncule des champs (Ranunculus arvensis), la Renoncule flammette (Ranunculus flammula), la Renoncule rampante (Ranunculus repens), la Renouée poivre d'eau (Persicaria hydropiper), la Ronce commune (Rubus fruticosus), le Roseau commun (Phragmites australis), le Rosier des chiens (Rosa canina), le Rubanier émergé (Sparganium emersum), la Salicaire pourpier (Lythrum portula), le Saule à oreillettes (Salix aurita), le Saule roux (Salix atrocinerea), le Scirpe à nombreuses tiges (Eleocharis multicaulis), le Scirpe aigu (Schoenoplectus acutus), le Scirpe épingle (Eleocharis acicularis), le Scirpe des marais (Eleocharis palustris), la Scorsonère des prés (Scorzonera humilis), la Scutellaire à casque (Scutellaria galericulata), le Séneçon à feuilles de Barbarée Jacobaea erratica (it), le Tamier commun (Dioscorea communis), le Trèfle blanc (Trifolium repens), le Trèfle hybride (Trifolium hybridum), le Troène commun (Ligustrum vulgare), la Véronique des ruisseaux (Veronica beccabunga) et la Véronique en écus (Veronica scutellata).
- deux espèces de ptéridophytes[1] ,[Note 4] : la Prêle des eaux (Equisetum fluviatile) et la Prêle des marais (Equisetum palustre).

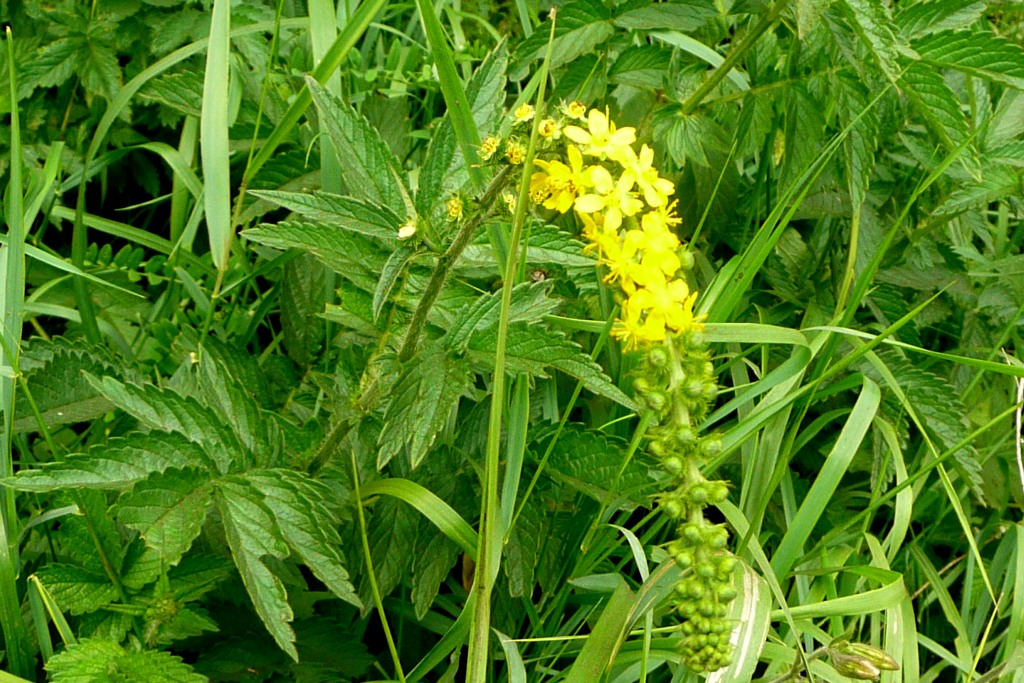
Aigremoine eupatoire.
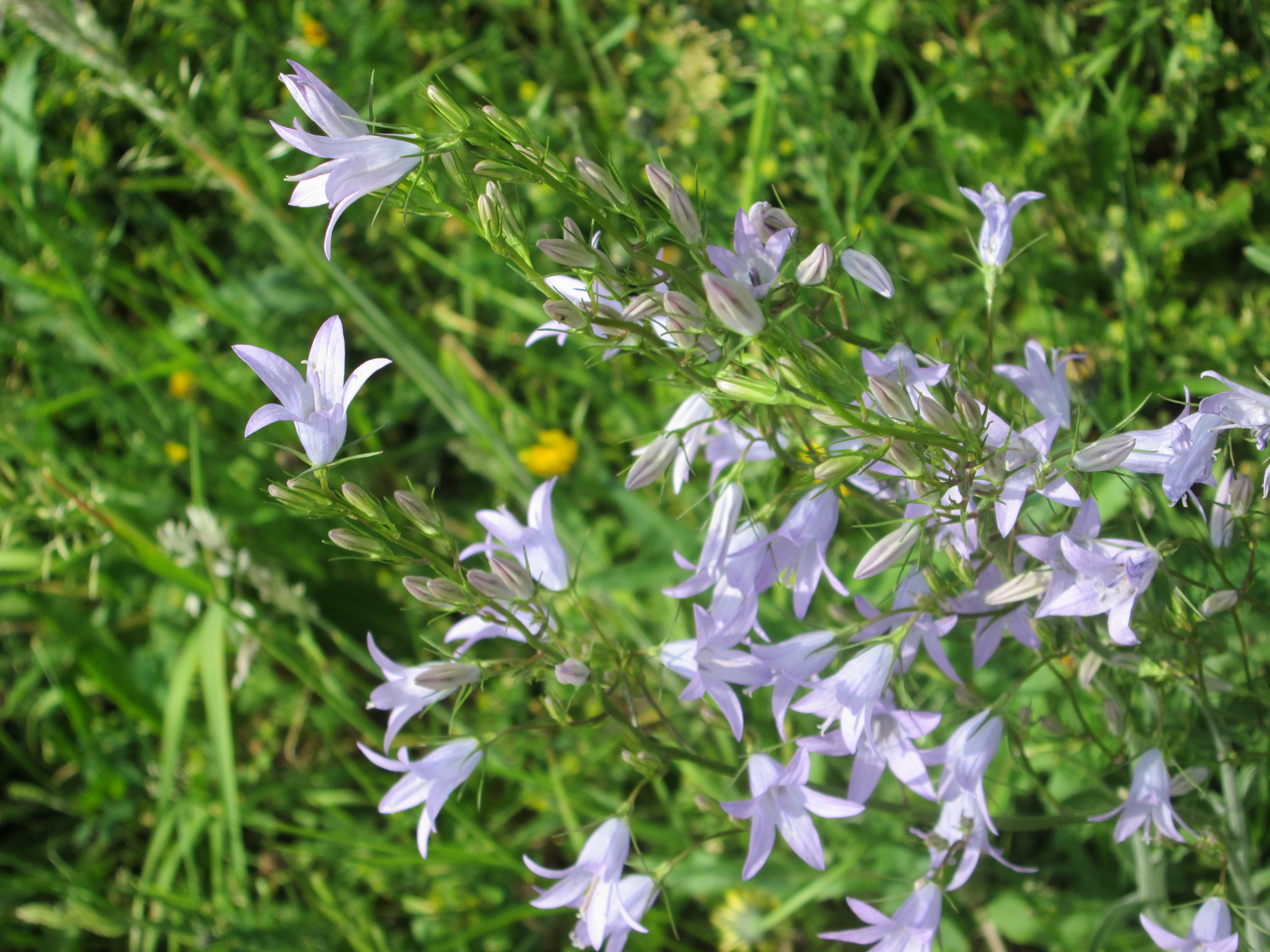
Fleurs de Campanule raiponce.
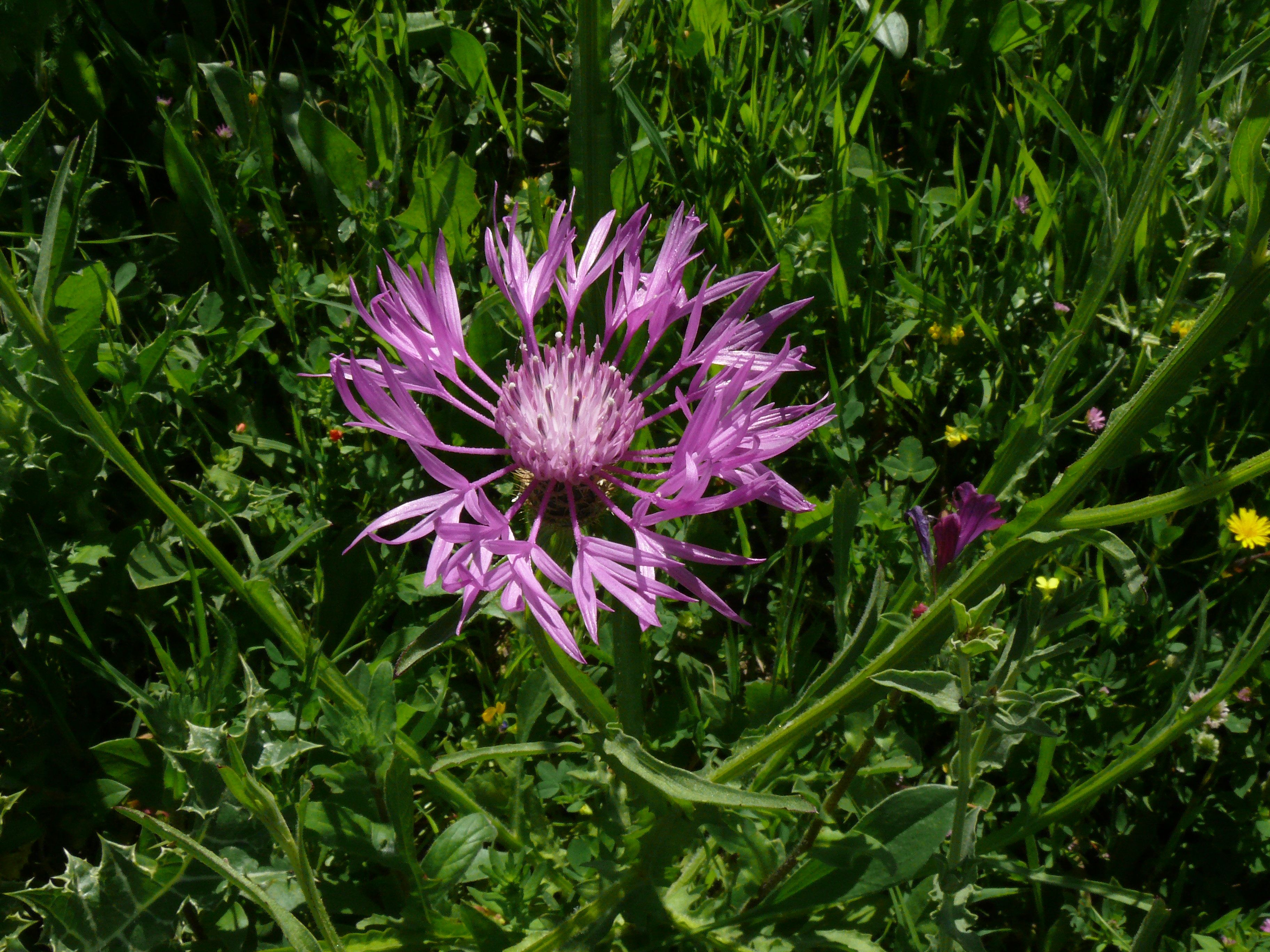
Fleur de Centaurée à feuilles de navet.
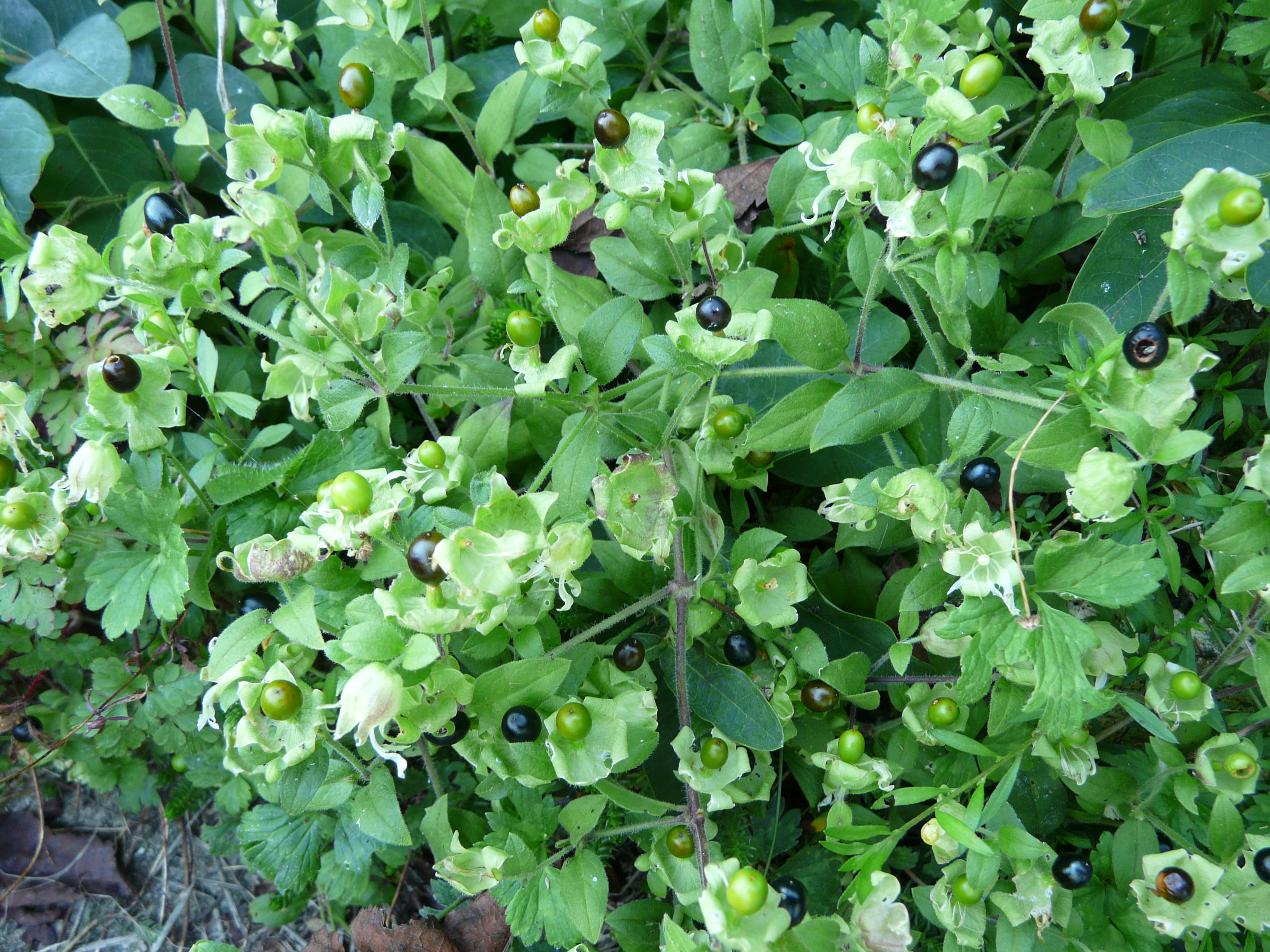
Cucubale couchée.
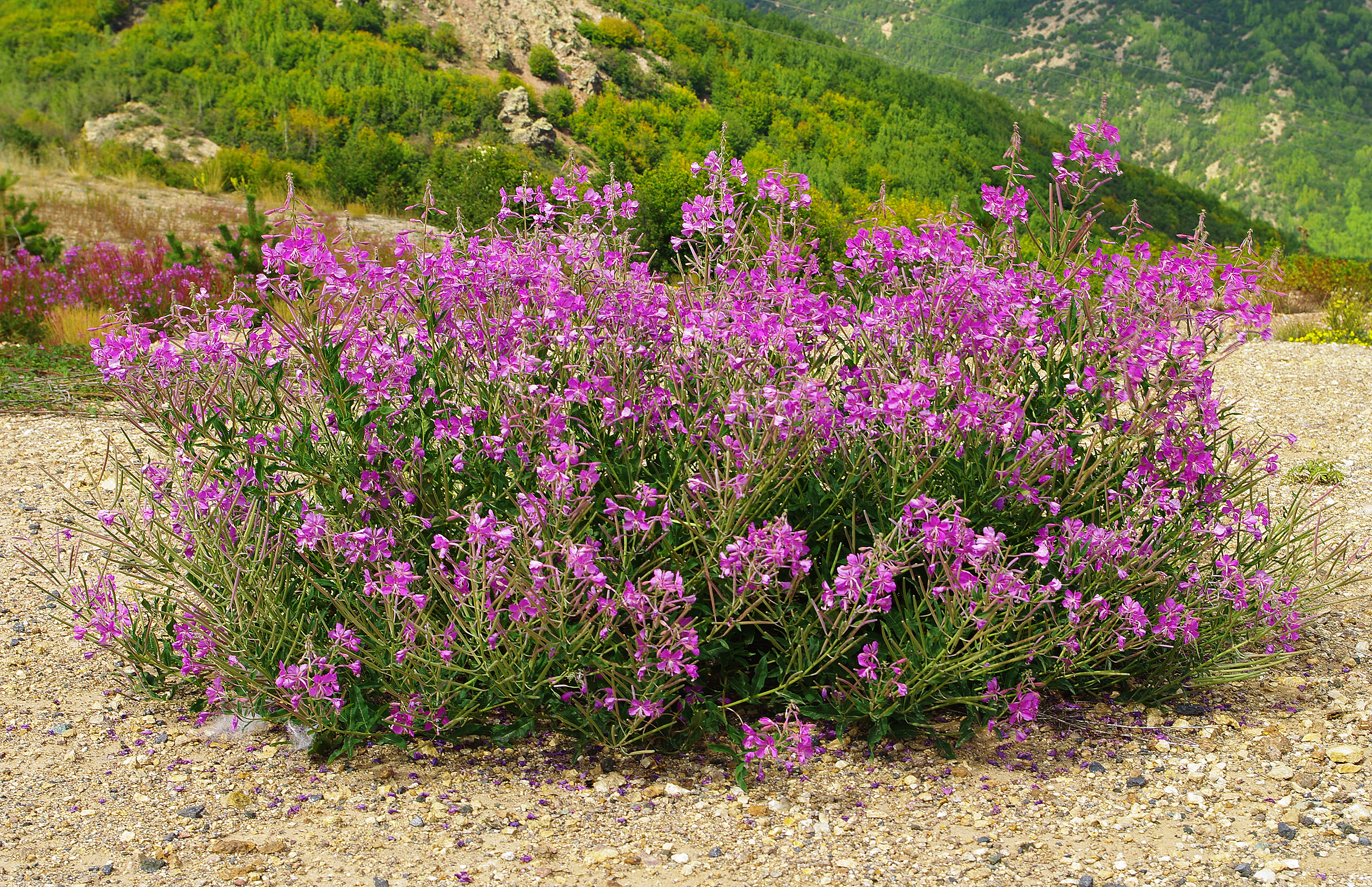
Épilobe en épi.
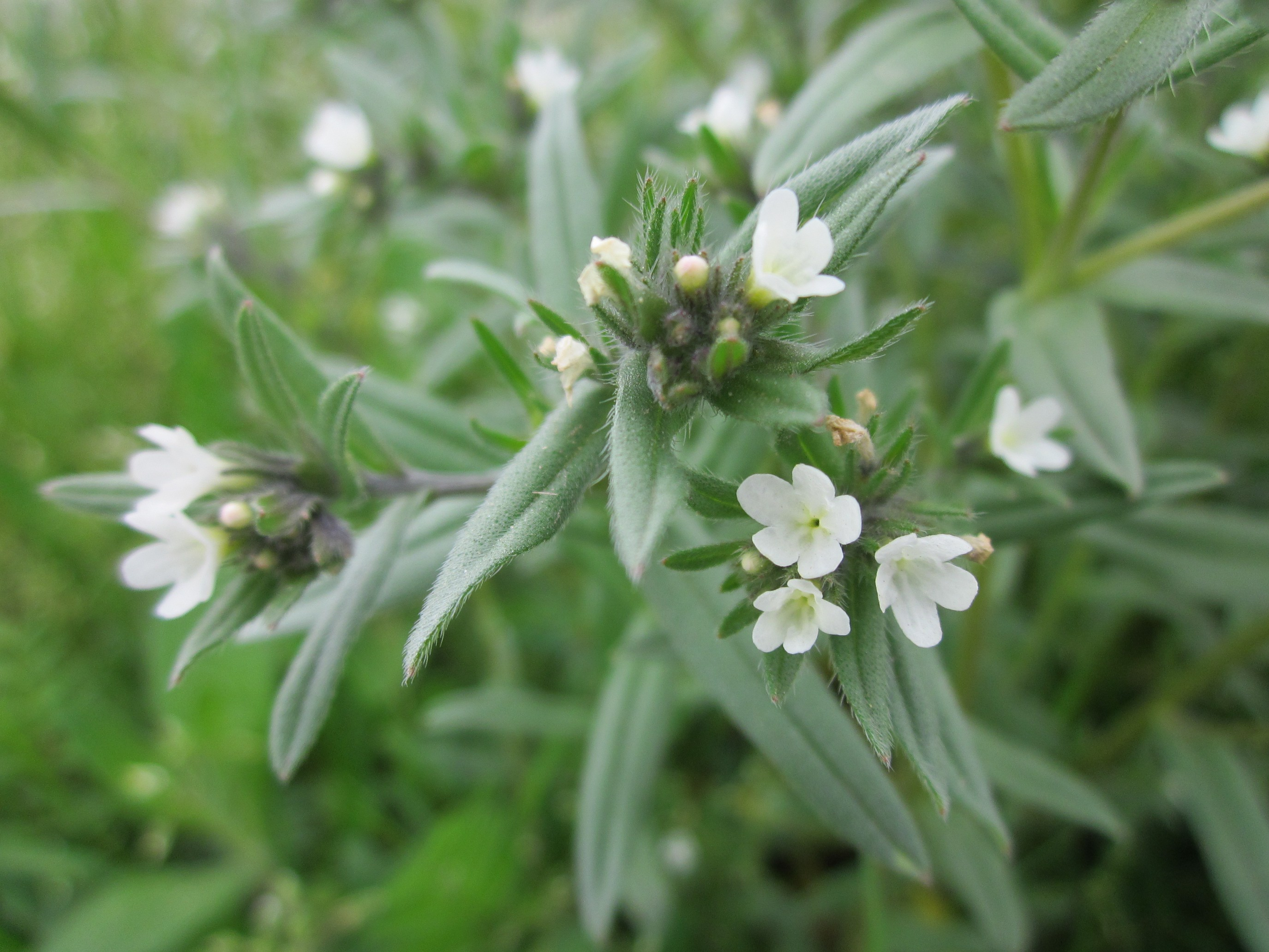
Grémil des champs.
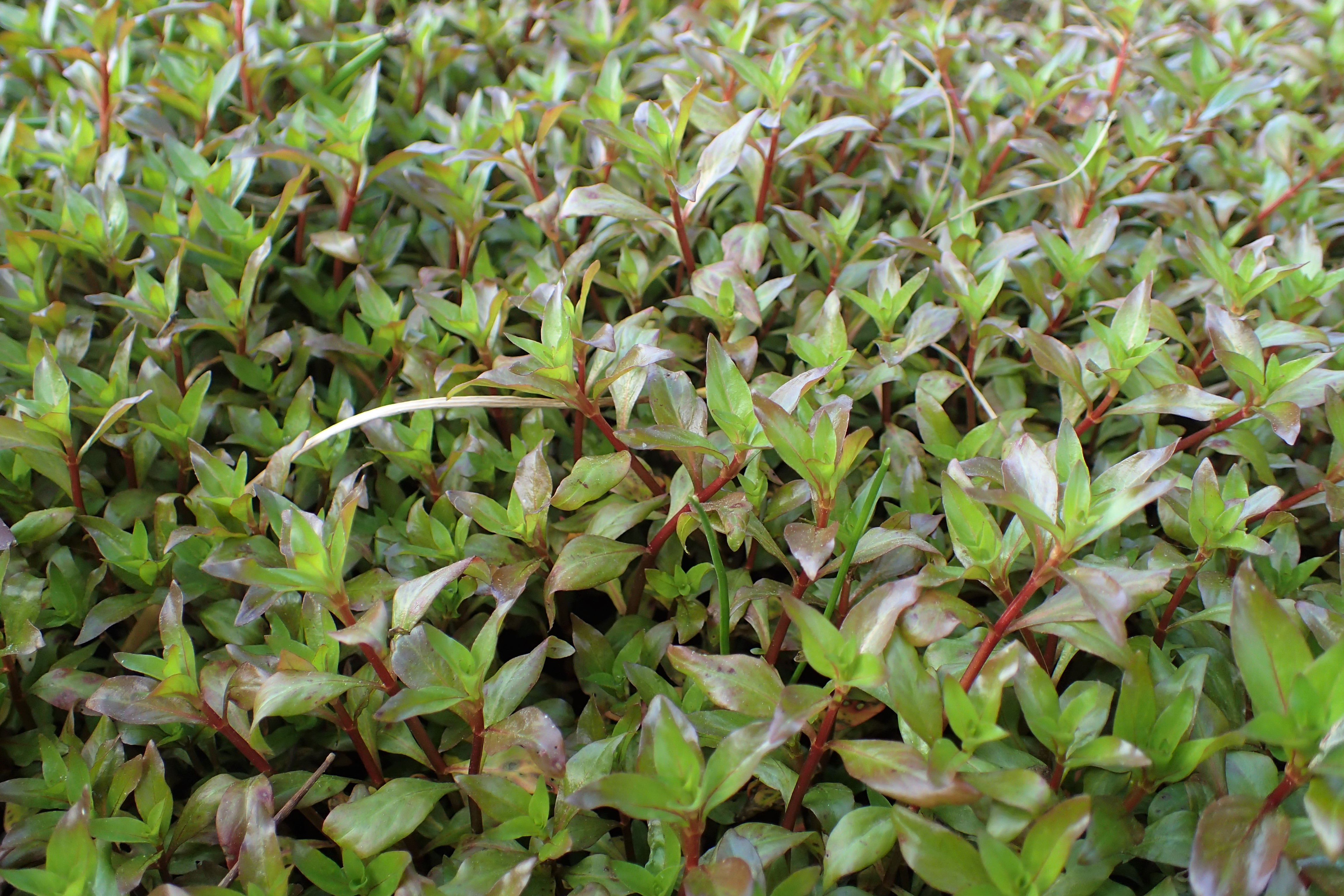
Isnardies des marais.
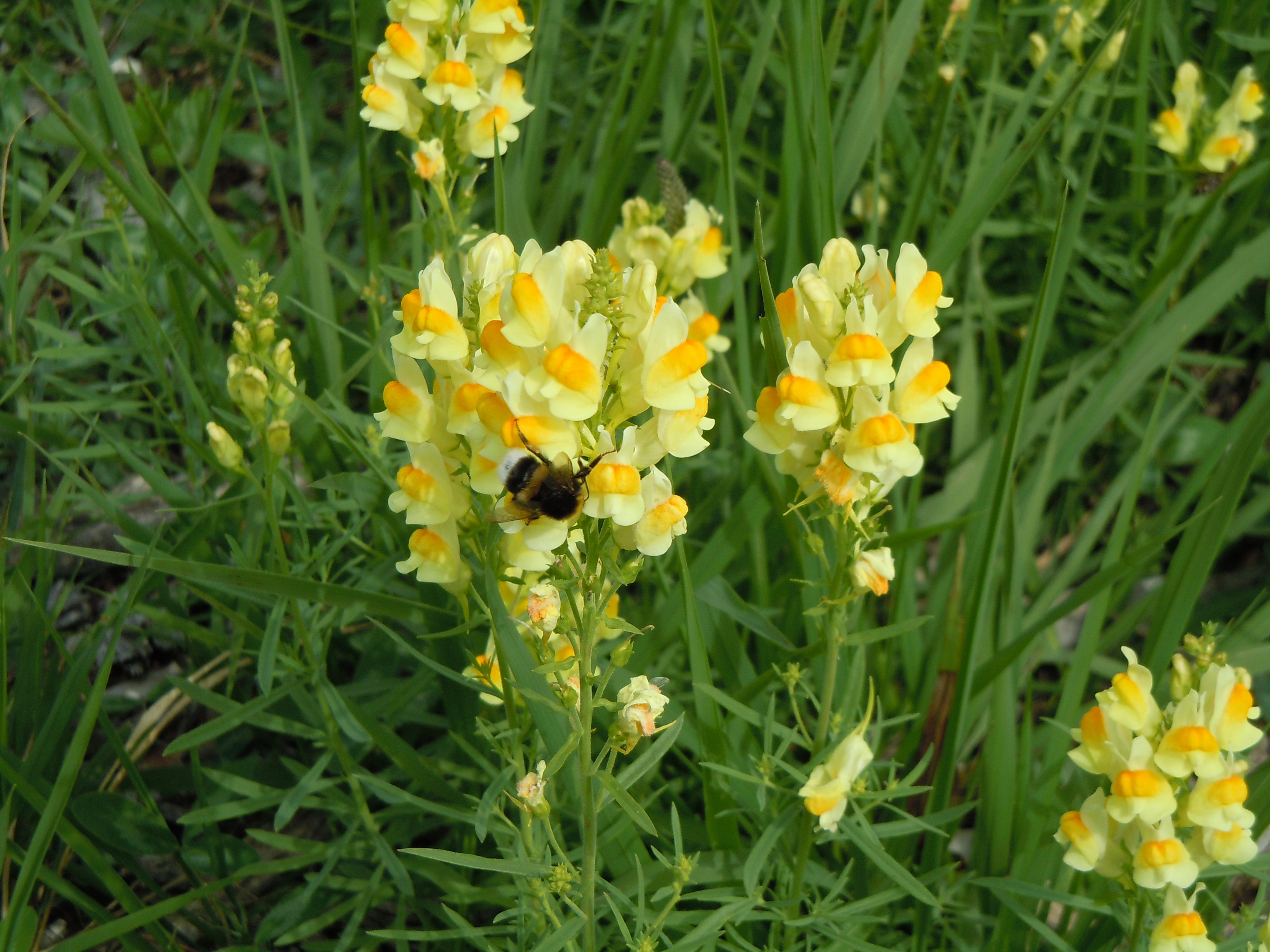
Fleurs de Linaire commune.
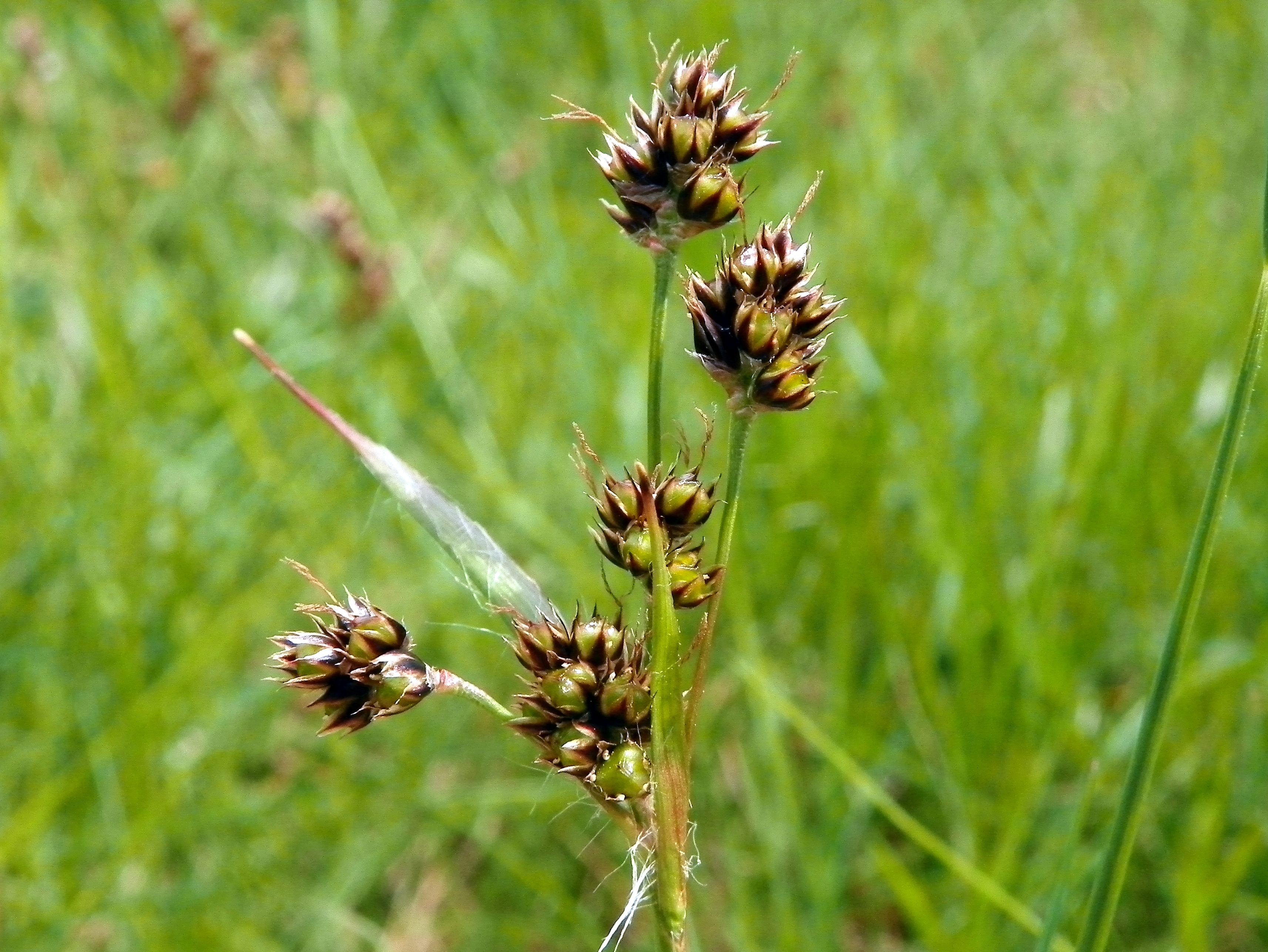
Fleurs de Luzule champêtre.
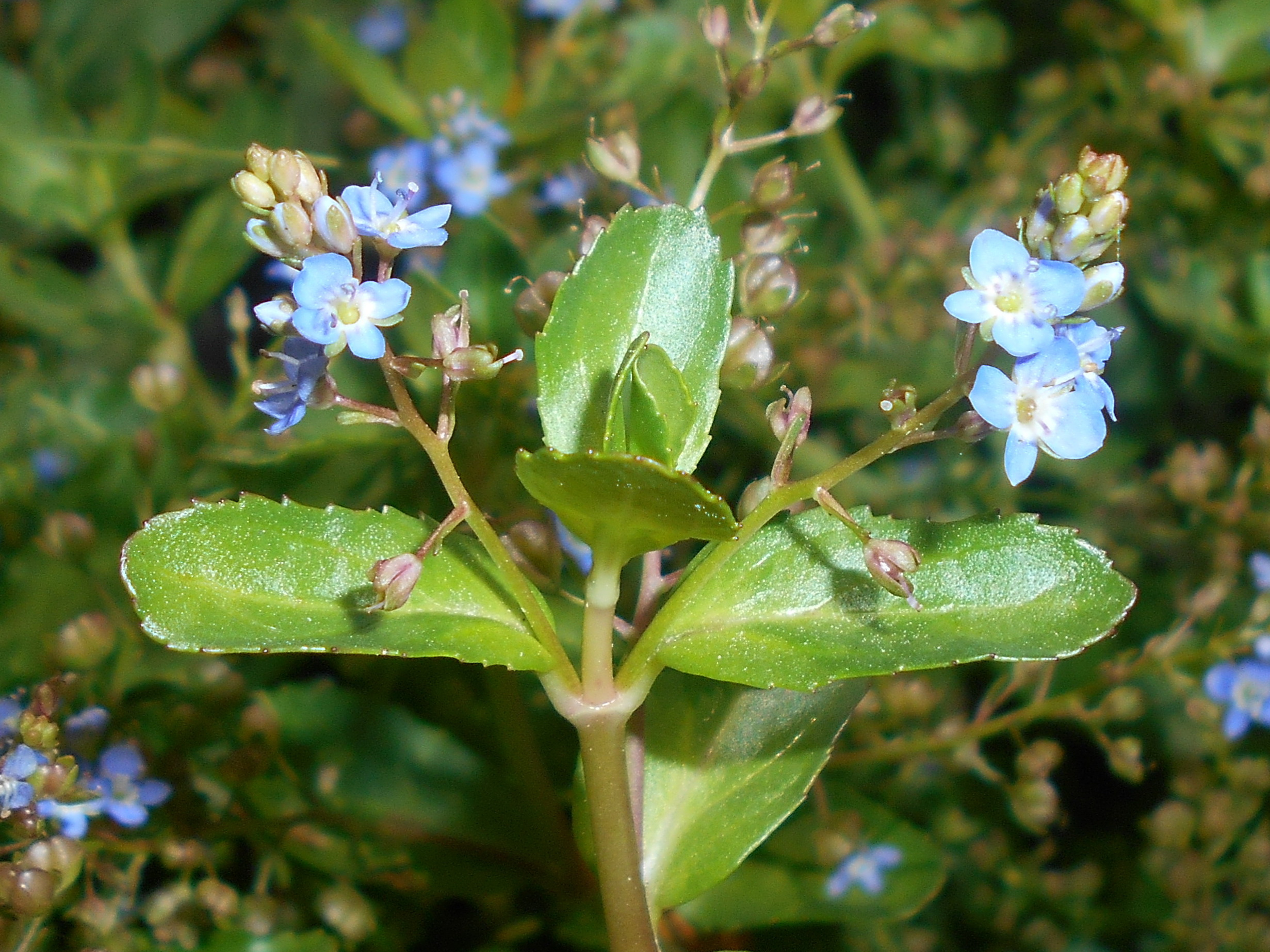
Véronique des ruisseaux.

### Protection de la flore
Cinq espèces végétales de la ZNIEFF sont protégées sur l'ensemble du territoire français, : la Boulette d'eau, la Grande douve, la Gratiole officinale, la Littorelle à une fleur et la Pulicaire commune.